# Biathlon-Weltcup 2006/07
Der Biathlon-Weltcup 2006/07 war eine Wettkampfserie im Biathlon, die aus jeweils 27 Einzel- und 5 Staffelrennen für Männer und Frauen bestand und an neun Veranstaltungsorten ausgetragen wurde. Neben den neun Weltcupveranstaltungen in Östersund, Hochfilzen (zwei Veranstaltungen), Oberhof, Ruhpolding, Pokljuka, Lahti, Oslo (Holmenkollen) und Chanty-Mansijsk gingen auch die im italienischen Antholz ausgetragenen Biathlon-Weltmeisterschaften in die Weltcupwertung ein. Während der Saison nahmen Athleten aus 39 Nationalverbänden an Weltcupveranstaltungen teil, 36 bei den Männern und 34 bei den Frauen. Den Gesamtweltcup bei den Männern gewann Michael Greis vor Ole Einar Bjørndalen und Raphaël Poirée, bei den Frauen Andrea Henkel vor Kati Wilhelm und Anna Carin Olofsson. Die Nationenwertung gewann bei den Männern Russland vor Deutschland während sich bei den Frauen Deutschland vor Russland platzieren konnte.

## Saisonfazit
Die Saison 2006/07 stand im Zeichen eines sehr milden und schneearmen Winters in Europa, die schmalen Schneebänder in grüner Landschaft boten bei zum Teil fast sommerlichen Bedingungen ein Bild, das kaum an Wintersport erinnerte – bei der Verfolgung am 9. Dezember in Hochfilzen trug Ole Einar Bjørndalen sogar eine Badehose über seinem Rennanzug, nachdem der Sprint am Vortag bei sommerlichen 19 °C ausgetragen worden war. Im Biathlon musste jedoch im Gegensatz zu vielen anderen Wintersportarten kein Weltcuprennen abgesagt werden, einzig die ursprünglich in Osrblie vorgesehenen Rennen wurden ersatzweise in Hochfilzen ausgetragen.
Die Durchführung der Veranstaltungen war jedoch zum Teil nur mit unkonventionellen Methoden möglich: Neben Kunstschnee, der in den wenigen kalten Nächten im Vorfeld mit Schneekanonen produziert wurde, wurde viel Schnee aus zum Teil weit entfernten, hochgelegenen Regionen zur Präparation der Pisten verwendet – zur Sicherstellung des Weltcups in Oberhof wurden neben Kühlzelten, die für die Schneekanonen notwendigen Minustemperaturen sorgten, sogar 3.600 Kubikmeter Crasheis aus Bremerhaven verwendet.

### Neue Gesichter
Herausragender Neuling war Magdalena Neuner mit 7 Saisonsiegen, darunter die zwei Weltmeistertitel von Antholz. Sie wurde die bisher jüngste Dreifach-Weltmeisterin in der Geschichte des Biathlons. Schon in ihrer ersten Saison beendete sie den Gesamtweltcup als Vierte. Allerdings trat sie schon in der Vorsaison in wenigen Rennen an. Nur wenig stand ihr ihre Teamkollegin Kathrin Hitzer nach. Sie erreichte drei Podiumsplätze und wurde Gesamtweltcupzehnte. Andere Starterinnen wie Jori Mørkve, oder Helena Jonsson und Oksana Chwostenko, die beide ihre ersten Weltcupsiege feiern durften, konnten in dieser Saison erstmals auf sich aufmerksam machen.
Einen „Überflieger“ wie eine Neuner oder eine Hitzer bei den Frauen gab es im Herrenbereich nicht. Allerdings schafften mehrere jüngere Sportler wie Dmitri Jaroschenko, Hans Martin Gjedrem, Tim Burke und Christoph Stephan ihren Durchbruch in die erweiterte Weltspitze. Auch Andreas Birnbacher, der bei der Weltmeisterschaft in Antholz die Silbermedaille im Massenstart gewann, schloss endgültig zur Weltspitze auf.

### Rücktritte der Saison
Nach dem Ende der Biathlonsaison beendeten mehrere der namhaftesten Sportler und Sportlerinnen ihre Karriere. Schon nach den für sie erfolgreich verlaufenden Weltmeisterschaften trat die Norwegerin Linda Grubben zurück, obwohl sie aussichtsreich im Gesamtweltcup lag. Neben den Französinnen Florence Baverel-Robert und Christelle Gros beendete zudem auch die Deutsche Katrin Apel nach 16 Jahren Leistungssport ihre Karriere. Auch Irina Malgina beendete ihre Karriere, nachdem sie nicht mehr in den russischen A-Kader für die neue Saison berufen worden war. Ende Mai 2007 erklärte auch die Olympiasiegerin von 1998 Ekaterina Dafowska ihren Rücktritt, da sie sich von einer Schulteroperation im Sommer 2006 nicht mehr vollständig erholen konnte. Weitere Karriereenden: Pauline Jacquin und Lenka Faltusová.
Bei den Männern traten mit Raphaël Poirée, Sven Fischer und Ricco Groß drei der erfolgreichsten Biathleten aller Zeiten zurück. Hinzu kommt der Rücktritt des früheren Weltmeisters aus Italien, Wilfried Pallhuber und der von Sergei Tschepikow, der schon 1988 Olympiasieger wurde. Während der Saison beendete auch Pawel Rostowzew seine Karriere, der in dieser Saison jedoch keine Rennen mehr bestritt. Zusammen mit seiner Frau Florence trat auch Julien Robert zurück. Zudem beendeten der Co-Trainer der deutschen Damen, Harald Böse, sowie der Co-Trainer der deutschen Herren, Fritz Fischer, nach der Saison ihre Trainertätigkeit im Nationalteam.

## Männer

### Ergebnisse Männer
| 1. Weltcup in Östersund, 29. November 2006 – 3. Dezember 2006 | 1. Weltcup in Östersund, 29. November 2006 – 3. Dezember 2006 | 1. Weltcup in Östersund, 29. November 2006 – 3. Dezember 2006 | 1. Weltcup in Östersund, 29. November 2006 – 3. Dezember 2006 | 1. Weltcup in Östersund, 29. November 2006 – 3. Dezember 2006 |
| ------------------------------------------------------------- | ------------------------------------------------------------- | ------------------------------------------------------------- | ------------------------------------------------------------- | ------------------------------------------------------------- |
| Datum                                                         | Disziplin                                                     | Erster Platz                                                  | Zweiter Platz                                                 | Dritter Platz                                                 |
| 30. November 2006 (MI.)                                       | 20 km Einzel                                                  | Ole Einar Bjørndalen                                          | Andreas Birnbacher                                            | Michael Greis                                                 |
| 2. Dezember 2006 (Sa.)                                        | 10 km Sprint                                                  | Ole Einar Bjørndalen                                          | Dmitri Jaroschenko                                            | Michael Greis                                                 |
| 3. Dezember 2006 (So.)                                        | 12,5 km Verfolgung                                            | Ole Einar Bjørndalen                                          | Dmitri Jaroschenko                                            | Raphaël Poirée                                                |

| 2. Weltcup in Hochfilzen, 8. bis 10. Dezember 2006 | 2. Weltcup in Hochfilzen, 8. bis 10. Dezember 2006 | 2. Weltcup in Hochfilzen, 8. bis 10. Dezember 2006                         | 2. Weltcup in Hochfilzen, 8. bis 10. Dezember 2006                       | 2. Weltcup in Hochfilzen, 8. bis 10. Dezember 2006                       |
| -------------------------------------------------- | -------------------------------------------------- | -------------------------------------------------------------------------- | ------------------------------------------------------------------------ | ------------------------------------------------------------------------ |
| Datum                                              | Disziplin                                          | Erster Platz                                                               | Zweiter Platz                                                            | Dritter Platz                                                            |
| 8. Dezember 2006 (Fr.)                             | 10 km Sprint                                       | Ole Einar Bjørndalen                                                       | Michael Greis                                                            | Matthias Simmen                                                          |
| 9. Dezember 2006 (Sa.)                             | 12,5 km Verfolgung                                 | Ole Einar Bjørndalen                                                       | Dmitri Jaroschenko                                                       | Iwan Tscheresow                                                          |
| 10. Dezember 2006 (So.)                            | 4 × 7,5 km Staffel                                 | Russland Iwan Tscheresow Dmitri Jaroschenko Maxim Tschudow Sergei Roschkow | Deutschland Michael Rösch Alexander Wolf Sven Fischer Andreas Birnbacher | Frankreich Julien Robert Vincent Defrasne Ferréol Cannard Raphaël Poirée |

| 3. Weltcup in Hochfilzen (Ersatz für Osrblie), 13. bis 17. Dezember 2006 | 3. Weltcup in Hochfilzen (Ersatz für Osrblie), 13. bis 17. Dezember 2006 | 3. Weltcup in Hochfilzen (Ersatz für Osrblie), 13. bis 17. Dezember 2006 | 3. Weltcup in Hochfilzen (Ersatz für Osrblie), 13. bis 17. Dezember 2006   | 3. Weltcup in Hochfilzen (Ersatz für Osrblie), 13. bis 17. Dezember 2006 |
| ------------------------------------------------------------------------ | ------------------------------------------------------------------------ | ------------------------------------------------------------------------ | -------------------------------------------------------------------------- | ------------------------------------------------------------------------ |
| Datum                                                                    | Disziplin                                                                | Erster Platz                                                             | Zweiter Platz                                                              | Dritter Platz                                                            |
| 14. Dezember 2006 (Do.)                                                  | 10 km Sprint                                                             | Michael Greis                                                            | Maxim Tschudow                                                             | Björn Ferry                                                              |
| 16. Dezember 2006 (Sa.)                                                  | 10 km Sprint                                                             | Raphaël Poirée                                                           | Michael Rösch                                                              | Sven Fischer                                                             |
| 17. Dezember 2006 (So.)                                                  | 4 × 7,5 km Staffel                                                       | Norwegen Emil Hegle Svendsen Frode Andresen Lars Berger Halvard Hanevold | Russland Iwan Tscheresow Maxim Tschudow Dmitri Jaroschenko Nikolai Kruglow | Deutschland Ricco Groß Michael Rösch Sven Fischer Michael Greis          |

| 4. Weltcup in Oberhof, 3. bis 7. Januar 2007 | 4. Weltcup in Oberhof, 3. bis 7. Januar 2007 | 4. Weltcup in Oberhof, 3. bis 7. Januar 2007                               | 4. Weltcup in Oberhof, 3. bis 7. Januar 2007                            | 4. Weltcup in Oberhof, 3. bis 7. Januar 2007                                   |
| -------------------------------------------- | -------------------------------------------- | -------------------------------------------------------------------------- | ----------------------------------------------------------------------- | ------------------------------------------------------------------------------ |
| Datum                                        | Disziplin                                    | Erster Platz                                                               | Zweiter Platz                                                           | Dritter Platz                                                                  |
| 4. Januar 2007 (Do.)                         | 4 × 7,5 km Staffel                           | Russland Iwan Tscheresow Maxim Tschudow Dmitri Jaroschenko Nikolai Kruglow | Deutschland Michael Rösch Sven Fischer Andreas Birnbacher Michael Greis | Norwegen Ole Einar Bjørndalen Lars Berger Emil Hegle Svendsen Halvard Hanevold |
| 6. Januar 2007 (Sa.)                         | 10 km Sprint                                 | Nikolai Kruglow                                                            | Michael Greis                                                           | René-Laurent Vuillermoz                                                        |
| 7. Januar 2007 (So.)                         | 12,5 km Verfolgung                           | Nikolai Kruglow                                                            | Dmitri Jaroschenko                                                      | Maxim Tschudow                                                                 |

| 5. Weltcup in Ruhpolding, 10. bis 14. Januar 2007 | 5. Weltcup in Ruhpolding, 10. bis 14. Januar 2007 | 5. Weltcup in Ruhpolding, 10. bis 14. Januar 2007                                 | 5. Weltcup in Ruhpolding, 10. bis 14. Januar 2007                          | 5. Weltcup in Ruhpolding, 10. bis 14. Januar 2007                      |
| ------------------------------------------------- | ------------------------------------------------- | --------------------------------------------------------------------------------- | -------------------------------------------------------------------------- | ---------------------------------------------------------------------- |
| Datum                                             | Disziplin                                         | Erster Platz                                                                      | Zweiter Platz                                                              | Dritter Platz                                                          |
| 11. Januar 2007 (Do.)                             | 4 × 7,5 km Staffel                                | Norwegen Emil Hegle Svendsen Halvard Hanevold Frode Andresen Ole Einar Bjørndalen | Russland Iwan Tscheresow Maxim Tschudow Dmitri Jaroschenko Nikolai Kruglow | Deutschland Ricco Groß Michael Rösch Andreas Birnbacher Alexander Wolf |
| 13. Januar 2007 (Sa.)                             | 10 km Sprint                                      | Ole Einar Bjørndalen                                                              | Halvard Hanevold                                                           | Emil Hegle Svendsen                                                    |
| 14. Januar 2007 (So.)                             | 15 km Massenstart                                 | Ole Einar Bjørndalen                                                              | Emil Hegle Svendsen                                                        | Christoph Sumann                                                       |

| 6. Weltcup auf der Pokljuka, 17. bis 21. Januar 2007 | 6. Weltcup auf der Pokljuka, 17. bis 21. Januar 2007 | 6. Weltcup auf der Pokljuka, 17. bis 21. Januar 2007 | 6. Weltcup auf der Pokljuka, 17. bis 21. Januar 2007 | 6. Weltcup auf der Pokljuka, 17. bis 21. Januar 2007 |
| ---------------------------------------------------- | ---------------------------------------------------- | ---------------------------------------------------- | ---------------------------------------------------- | ---------------------------------------------------- |
| Datum                                                | Disziplin                                            | Erster Platz                                         | Zweiter Platz                                        | Dritter Platz                                        |
| 18. Januar 2007 (Do.)                                | 10 km Sprint                                         | Alexander Wolf                                       | Björn Ferry                                          | Emil Hegle Svendsen                                  |
| 20. Januar 2007 (Sa.)                                | 12,5 km Verfolgung                                   | Christoph Sumann                                     | Alexander Wolf                                       | Vincent Defrasne                                     |
| 21. Januar 2007 (So.)                                | 15 km Massenstart                                    | Christoph Sumann                                     | Vincent Defrasne                                     | Andreas Birnbacher                                   |

| Biathlon-Weltmeisterschaften in Antholz, 3. Februar 2007 – 11. Februar 2007 | Biathlon-Weltmeisterschaften in Antholz, 3. Februar 2007 – 11. Februar 2007 | Biathlon-Weltmeisterschaften in Antholz, 3. Februar 2007 – 11. Februar 2007 | Biathlon-Weltmeisterschaften in Antholz, 3. Februar 2007 – 11. Februar 2007 | Biathlon-Weltmeisterschaften in Antholz, 3. Februar 2007 – 11. Februar 2007 |
| --------------------------------------------------------------------------- | --------------------------------------------------------------------------- | --------------------------------------------------------------------------- | --------------------------------------------------------------------------- | --------------------------------------------------------------------------- |
| Datum                                                                       | Disziplin                                                                   | Erster Platz                                                                | Zweiter Platz                                                               | Dritter Platz                                                               |
| 3. Februar 2007 (Sa.)                                                       | 10 km Sprint                                                                | Ole Einar Bjørndalen                                                        | Michal Šlesingr                                                             | Andrij Derysemlja                                                           |
| 4. Februar 2007 (So.)                                                       | 12,5 km Verfolgung                                                          | Ole Einar Bjørndalen                                                        | Maxim Tschudow                                                              | Vincent Defrasne                                                            |
| 6. Februar 2007 (Di.)                                                       | 20 km Einzel                                                                | Raphaël Poirée                                                              | Michael Greis                                                               | Michal Šlesingr                                                             |
| 10. Februar 2007 (Sa.)                                                      | 4 × 7,5 km Staffel                                                          | Russland Iwan Tscheresow Maxim Tschudow Dmitri Jaroschenko Nikolai Kruglow  | Norwegen Halvard Hanevold Lars Berger Frode Andresen Ole Einar Bjørndalen   | Deutschland Ricco Groß Michael Rösch Sven Fischer Michael Greis             |
| 11. Februar 2007 (So.)                                                      | 15 km Massenstart                                                           | Michael Greis                                                               | Andreas Birnbacher                                                          | Raphaël Poirée                                                              |

| 7. Weltcup in Lahti, 28. Februar bis 4. März 2007 | 7. Weltcup in Lahti, 28. Februar bis 4. März 2007 | 7. Weltcup in Lahti, 28. Februar bis 4. März 2007 | 7. Weltcup in Lahti, 28. Februar bis 4. März 2007 | 7. Weltcup in Lahti, 28. Februar bis 4. März 2007 |
| ------------------------------------------------- | ------------------------------------------------- | ------------------------------------------------- | ------------------------------------------------- | ------------------------------------------------- |
| Datum                                             | Disziplin                                         | Erster Platz                                      | Zweiter Platz                                     | Dritter Platz                                     |
| 1. März 2007 (Do.)                                | 20 km Einzel                                      | Raphaël Poirée                                    | Simon Fourcade                                    | Alexander Wolf                                    |
| 3. März 2007 (Sa.)                                | 10 km Sprint                                      | Raphaël Poirée                                    | Alexander Os                                      | Hans Martin Gjedrem                               |
| 4. März 2007 (So.)                                | 12,5 km Verfolgung                                | Raphaël Poirée                                    | Michael Greis                                     | Sven Fischer                                      |

| 8. Weltcup in Oslo, 7. bis 11. März 2007 | 8. Weltcup in Oslo, 7. bis 11. März 2007 | 8. Weltcup in Oslo, 7. bis 11. März 2007 | 8. Weltcup in Oslo, 7. bis 11. März 2007 | 8. Weltcup in Oslo, 7. bis 11. März 2007 |
| ---------------------------------------- | ---------------------------------------- | ---------------------------------------- | ---------------------------------------- | ---------------------------------------- |
| Datum                                    | Disziplin                                | Erster Platz                             | Zweiter Platz                            | Dritter Platz                            |
| 8. März 2007 (Do.)                       | 20 km Einzel                             | Raphaël Poirée                           | Michael Greis                            | Dmitri Jaroschenko                       |
| 10. März 2007 (Sa.)                      | 12,5 km Verfolgung                       | Ole Einar Bjørndalen                     | Raphaël Poirée                           | Michael Greis                            |
| 11. März 2007 (So.)                      | 15 km Massenstart                        | Ole Einar Bjørndalen                     | Raphaël Poirée                           | Sven Fischer                             |

| 9. Weltcup in Chanty-Mansijsk, 14. bis 18. März 2007 | 9. Weltcup in Chanty-Mansijsk, 14. bis 18. März 2007 | 9. Weltcup in Chanty-Mansijsk, 14. bis 18. März 2007 | 9. Weltcup in Chanty-Mansijsk, 14. bis 18. März 2007 | 9. Weltcup in Chanty-Mansijsk, 14. bis 18. März 2007 |
| ---------------------------------------------------- | ---------------------------------------------------- | ---------------------------------------------------- | ---------------------------------------------------- | ---------------------------------------------------- |
| Datum                                                | Disziplin                                            | Erster Platz                                         | Zweiter Platz                                        | Dritter Platz                                        |
| 15. März 2007 (Do.)                                  | 10 km Sprint                                         | Michael Rösch                                        | Maxim Tschudow                                       | Andrei Makowejew                                     |
| 17. März 2007 (Sa.)                                  | 12,5 km Verfolgung                                   | Maxim Tschudow                                       | Björn Ferry                                          | Stian Eckhoff                                        |
| 18. März 2007 (So.)                                  | 15 km Massenstart                                    | Iwan Tscheresow                                      | Michael Greis                                        | Sven Fischer                                         |

### Weltcupstände
| Endstand nach 27 Rennen (Top 10) |                      |        |       |
| \| Rang \| Name \| Punkte \| Siege \| \| ---- \| -------------------- \| ------ \| ----- \| \| 01 \| Michael Greis \| 794 \| 2 \| \| 02 \| Ole Einar Bjørndalen \| 736 \| 11 \| \| 03 \| Raphaël Poirée \| 709 \| 6 \| \| 04 \| Iwan Tscheresow \| 673 \| 1 \| \| 05 \| Dmitri Jaroschenko \| 619 \| 0 \| \| 06 \| Sven Fischer \| 618 \| 0 \| \| 07 \| Björn Ferry \| 608 \| 0 \| \| 08 \| Nikolai Kruglow \| 586 \| 2 \| \| 09 \| Christoph Sumann \| 552 \| 2 \| \| 10 \| Halvard Hanevold \| 550 \| 0 \| |                      |        |       |
| Rang | Name                 | Punkte | Siege |
| 01 | Michael Greis        | 794    | 2     |
| 02 | Ole Einar Bjørndalen | 736    | 11    |
| 03 | Raphaël Poirée       | 709    | 6     |
| 04 | Iwan Tscheresow      | 673    | 1     |
| 05 | Dmitri Jaroschenko   | 619    | 0     |
| 06 | Sven Fischer         | 618    | 0     |
| 07 | Björn Ferry          | 608    | 0     |
| 08 | Nikolai Kruglow      | 586    | 2     |
| 09 | Christoph Sumann     | 552    | 2     |
| 10 | Halvard Hanevold     | 550    | 0     |

| Rang | Name                 | Punkte | Siege |
| ---- | -------------------- | ------ | ----- |
| 01   | Raphaël Poirée       | 150    | 3     |
| 02   | Michael Greis        | 135    | 0     |
| 03   | Iwan Tscheresow      | 105    | 0     |
| 04   | Michal Šlesingr      | 103    | 0     |
| 05   | Dmitri Jaroschenko   | 97     | 0     |
| 06   | Ole Einar Bjørndalen | 90     | 1     |
| 07   | Halvard Hanevold     | 87     | 0     |
| 08   | Simon Fourcade       | 76     | 0     |
| 09   | Nikolai Kruglow      | 76     | 0     |
| 10   | Christoph Sumann     | 74     | 0     |

| Rang | Name                 | Punkte | Siege |
| ---- | -------------------- | ------ | ----- |
| 01   | Michael Greis        | 299    | 1     |
| 02   | Björn Ferry          | 272    | 0     |
| 03   | Nikolai Kruglow      | 242    | 1     |
| 04   | Halvard Hanevold     | 232    | 0     |
| 05   | Sven Fischer         | 223    | 0     |
| 06   | Raphaël Poirée       | 207    | 2     |
| 07   | Michael Rösch        | 207    | 1     |
| 08   | Maxim Tschudow       | 204    | 0     |
| 09   | Iwan Tscheresow      | 204    | 0     |
| 10   | Ole Einar Bjørndalen | 201    | 4     |

| Rang | Name                 | Punkte | Siege |
| ---- | -------------------- | ------ | ----- |
| 01   | Dmitri Jaroschenko   | 271    | 0     |
| 02   | Ole Einar Bjørndalen | 265    | 4     |
| 03   | Iwan Tscheresow      | 208    | 0     |
| 04   | Maxim Tschudow       | 200    | 1     |
| 05   | Michael Greis        | 191    | 0     |
| 06   | Sven Fischer         | 190    | 0     |
| 07   | Raphaël Poirée       | 173    | 1     |
| 08   | Björn Ferry          | 170    | 0     |
| 09   | Sergei Roschkow      | 161    | 0     |
| 10   | Vincent Defrasne     | 155    | 0     |

| Rang | Name                 | Punkte | Siege |
| ---- | -------------------- | ------ | ----- |
| 01   | Ole Einar Bjørndalen | 180    | 2     |
| 02   | Christoph Sumann     | 153    | 1     |
| 03   | Raphaël Poirée       | 147    | 0     |
| 04   | Iwan Tscheresow      | 145    | 1     |
| 05   | Vincent Defrasne     | 139    | 0     |
| 06   | Sven Fischer         | 136    | 0     |
| 07   | Michael Greis        | 135    | 1     |
| 08   | Andreas Birnbacher   | 131    | 0     |
| 09   | Michael Rösch        | 119    | 0     |
| 10   | Frode Andresen       | 113    | 0     |

| Rang | Land               | Punkte | Siege |
| ---- | ------------------ | ------ | ----- |
| 01   | Russland           | 196    | 3     |
| 02   | Norwegen           | 189    | 2     |
| 03   | Deutschland        | 178    | 0     |
| 04   | Österreich         | 154    | 0     |
| 05   | Tschechien         | 144    | 0     |
| 06   | Frankreich         | 137    | 0     |
| 07   | Schweden           | 136    | 0     |
| 08   | Ukraine            | 124    | 0     |
| 09   | Italien            | 122    | 0     |
| 10   | Vereinigte Staaten | 110    | 0     |

| Rang | Land               | Punkte | Siege |
| ---- | ------------------ | ------ | ----- |
| 01   | Russland           | 6084   | 4     |
| 02   | Deutschland        | 6059   | 3     |
| 03   | Norwegen           | 5992   | 7     |
| 04   | Frankreich         | 5321   | 5     |
| 05   | Österreich         | 5065   | 0     |
| 06   | Schweden           | 4927   | 0     |
| 07   | Tschechien         | 4920   | 0     |
| 08   | Italien            | 4349   | 0     |
| 09   | Ukraine            | 4254   | 0     |
| 10   | Vereinigte Staaten | 4244   | 0     |

### Tabelle

#### Ergebnisse Athleten
| Pos. | Biathlet                | Östersund | Östersund | Östersund | Hochfilzen | Hochfilzen | Hochfilzen | Hochfilzen | Oberhof | Oberhof | Ruhpolding | Ruhpolding | Pokljuka | Pokljuka | Pokljuka | Antholz | Antholz | Antholz | Antholz | Lahti | Lahti | Lahti | Oslo | Oslo | Oslo | Chanty-Mansijsk | Chanty-Mansijsk | Chanty-Mansijsk | Punkte |
| Pos. | Biathlet                | Ez        | Sp        | Vf        | Sp         | Vf         | Sp         | Sp         | Sp      | Vf      | Sp         | Ms         | Sp       | Vf       | Ms       | Sp      | Vf      | Ez      | Ms      | Ez    | Sp    | Vf    | Ez   | Vf   | Ms   | Sp              | Vf              | Ms              | Punkte |
| ---- | ----------------------- | --------- | --------- | --------- | ---------- | ---------- | ---------- | ---------- | ------- | ------- | ---------- | ---------- | -------- | -------- | -------- | ------- | ------- | ------- | ------- | ----- | ----- | ----- | ---- | ---- | ---- | --------------- | --------------- | --------------- | ------ |
| 01   | Michael Greis           | 003       | 003       | 009       | 002        | 013        | 001        | 009        | 002     | 015     | 030        | 009        | 012      | 015      | 020      | 019     | 012     | 002     | 001     | 008   | 005   | 002   | 002  | 003  | DNF  | 016             | 016             | 002             | 794    |
| 02   | Ole Einar Bjørndalen    | 001       | 001       | 001       | 001        | 001        | –          | –          | 030     | 005     | 001        | 001        | –        | –        | –        | 001     | 001     | 032     | 004     | –     | –     | –     | 004  | 001  | 001  | 048             | 009             | 004             | 736    |
| 03   | Raphaël Poirée          | 007       | 010       | 003       | 068        | –          | 020        | 001        | –       | –       | 004        | 008        | 033      | DNS      | 009      | 008     | 006     | 001     | 003     | 001   | 001   | 001   | 001  | 002  | 002  | –               | –               | –               | 709    |
| 04   | Iwan Tscheresow         | 006       | 007       | 014       | 005        | 003        | 036        | 008        | 004     | 012     | 006        | 004        | 023      | 013      | 027      | 022     | 009     | 006     | 016     | 024   | 017   | 005   | 005  | 004  | 004  | 042             | 052             | 001             | 673    |
| 05   | Dmitri Jaroschenko      | 013       | 002       | 002       | 006        | 002        | DNS        | 017        | 005     | 002     | 020        | 024        | 021      | 006      | 017      | 027     | 008     | –       | –       | 006   | 014   | 007   | 003  | 005  | DNF  | 019             | 021             | 006             | 619    |
| 06   | Sven Fischer            | 011       | 008       | 016       | 017        | 006        | 006        | 003        | 062     | –       | 043        | 018        | 006      | 007      | –        | 043     | 017     | 020     | 005     | 012   | 006   | 003   | 019  | 009  | 003  | 006             | 011             | 003             | 618    |
| 07   | Björn Ferry             | 008       | 015       | 011       | 016        | 010        | 003        | 010        | 009     | 009     | 009        | 017        | 002      | 010      | 012      | 004     | 022     | 014     | 015     | 036   | 044   | 027   | 033  | 020  | 006  | 008             | 002             | 009             | 608    |
| 08   | Nikolai Kruglow         | 029       | 020       | 010       | 056        | 009        | 007        | 023        | 001     | 001     | 005        | 006        | 004      | 024      | 008      | 012     | 016     | 005     | 012     | 009   | 010   | 009   | 020  | 031  | 015  | 015             | 042             | 021             | 586    |
| 09   | Christoph Sumann        | 027       | 082       | –         | 023        | 019        | 019        | 007        | 015     | 028     | 022        | 003        | 017      | 001      | 001      | 030     | 015     | 011     | 007     | 004   | 013   | 014   | 021  | 018  | 009  | 004             | 004             | 014             | 552    |
| 10   | Halvard Hanevold        | 005       | 018       | 013       | 011        | 037        | 009        | 005        | 014     | 004     | 002        | 010        | –        | –        | 013      | 023     | 020     | 010     | 018     | 011   | 004   | 004   | 034  | 042  | 017  | 014             | 006             | 018             | 550    |
| 11   | Michael Rösch           | 009       | 014       | 020       | 012        | 016        | 017        | 002        | 027     | 024     | 023        | 005        | 035      | 030      | 004      | 018     | 010     | –       | 023     | 019   | 007   | 008   | 014  | 010  | 008  | 001             | 007             | 019             | 539    |
| 12   | Maxim Tschudow          | 014       | 009       | 007       | 050        | 015        | 002        | 027        | 007     | 003     | 012        | 020        | 025      | DNS      | 015      | 013     | 002     | –       | 022     | 010   | 049   | 018   | 050  | DNS  | 010  | 002             | 001             | 023             | 518    |
| 13   | Andreas Birnbacher      | 002       | 024       | 023       | 007        | 007        | 010        | 025        | 010     | 006     | 010        | 015        | 011      | 008      | 003      | 017     | 013     | 019     | 002     | –     | –     | –     | 032  | 019  | –    | 013             | 023             | 010             | 514    |
| 14   | Sergei Roschkow         | 016       | 004       | 012       | 030        | 004        | 004        | 033        | 008     | DNS     | 053        | 013        | 010      | 005      | 021      | –       | –       | 015     | 013     | 013   | 022   | 029   | 007  | 006  | 016  | 011             | 010             | 012             | 501    |
| 15   | Vincent Defrasne        | 025       | 021       | 008       | 064        | –          | 023        | 021        | 021     | 007     | 007        | 016        | 007      | 003      | 002      | 016     | 003     | –       | 011     | 063   | 052   | 031   | –    | –    | 007  | 023             | 024             | 005             | 440    |
| 16   | Michal Šlesingr         | 004       | 037       | 052       | 076        | –          | 029        | 042        | 036     | 022     | 011        | 007        | 026      | 026      | 022      | 002     | 004     | 003     | 020     | 022   | 019   | 012   | 013  | 030  | 020  | 028             | 008             | 015             | 390    |
| 17   | Emil Hegle Svendsen     | 044       | 016       | 004       | 036        | 017        | 050        | –          | 011     | 008     | 003        | 002        | 003      | 009      | –        | 007     | 005     | –       | –       | –     | –     | –     | 061  | –    | 012  | 030             | 026             | 030             | 381    |
| 18   | Tomasz Sikora           | 035       | 044       | 022       | 024        | 011        | 013        | 029        | 027     | 018     | 008        | 012        | 036      | 012      | 018      | 005     | 007     | 021     | 021     | 007   | 012   | DNF   | 008  | 038  | 005  | –               | –               | –               | 376    |
| 19   | Friedrich Pinter        | 010       | 012       | 015       | 004        | 005        | 008        | 041        | –       | –       | 048        | 030        | 068      | –        | –        | 028     | 021     | 059     | –       | 037   | 021   | 024   | 006  | 007  | 011  | 005             | 013             | 029             | 351    |
| 20   | Alexander Wolf          | 024       | 071       | –         | 040        | 012        | 011        | 044        | 017     | 027     | 017        | 019        | 001      | 002      | 011      | 015     | 014     | 013     | 014     | 003   | 033   | 016   | DNS  | –    | –    | –               | –               | –               | 347    |
| 21   | Frode Andresen          | 037       | 013       | 024       | 043        | 038        | 028        | 015        | 018     | 020     | 036        | 014        | 014      | 016      | 005      | –       | –       | 004     | 006     | 017   | 038   | 028   | 060  | DNS  | 025  | 024             | 012             | 011             | 308    |
| 22   | Stian Eckhoff           | 038       | 023       | 026       | 046        | 029        | 014        | 038        | 033     | 017     | 034        | –          | 015      | 040      | 010      | –       | –       | –       | –       | 027   | 008   | 011   | 017  | 008  | 014  | 012             | 003             | 007             | 306    |
| 23   | Simon Fourcade          | 067       | 019       | 017       | 022        | 048        | 067        | 022        | 020     | 016     | 014        | 027        | 057      | 028      | 025      | 037     | 025     | 008     | 008     | 002   | 026   | 010   | 031  | 013  | DNF  | 077             | –               | 022             | 273    |
| 24   | Carl Johan Bergman      | 049       | 032       | 006       | 039        | 026        | 034        | 004        | 016     | 013     | 013        | –          | 019      | 029      | 030      | 034     | 023     | 039     | –       | 048   | 034   | 021   | 046  | 024  | 026  | 007             | 005             | 013             | 268    |
| 25   | Tim Burke               | 030       | 022       | 019       | 010        | 020        | –          | –          | 019     | 040     | 038        | 023        | 013      | 011      | 006      | 035     | 032     | 007     | 024     | 015   | 023   | 013   | 056  | DNS  | 022  | 027             | 032             | 017             | 267    |
| 26   | Ricco Groß              | 020       | 017       | 005       | 013        | 022        | 047        | 013        | 026     | 011     | 015        | 011        | 016      | 018      | 028      | –       | –       | 009     | –       | DNF   | –     | –     | –    | –    | –    | 057             | 053             | 027             | 243    |
| 27   | Lars Berger             | 022       | 035       | 021       | 009        | 052        | 005        | 012        | 049     | 018     | 019        | 028        | –        | –        | –        | 014     | 011     | 049     | 017     | –     | –     | –     | 069  | –    | 027  | 010             | 015             | 028             | 236    |
| 28   | René-Laurent Vuillermoz | 045       | 054       | 058       | 031        | 008        | 012        | 026        | 003     | 014     | 052        | 029        | 058      | DNS      | 026      | 009     | 028     | 017     | 030     | 041   | 032   | 038   | DNF  | –    | 021  | 075             | –               | 008             | 211    |
| 29   | Matthias Simmen         | 094       | 025       | 035       | 003        | 035        | 054        | 016        | 013     | 025     | –          | 026        | 045      | DNF      | 014      | 010     | 024     | 030     | 027     | 054   | 040   | 040   | 012  | 016  | 023  | 034             | 040             | 020             | 207    |
| 30   | Andrij Derysemlja       | –         | –         | –         | 044        | 042        | 026        | 014        | –       | –       | 016        | –          | 072      | –        | –        | 003     | 026     | –       | 025     | 025   | 010   | 041   | 016  | 011  | 024  | 020             | 043             | 016             | 196    |
| 31   | Christian De Lorenzi    | 096       | 078       | –         | 060        | 053        | 038        | 019        | 006     | 010     | 035        | 025        | 024      | DNS      | 019      | 011     | 044     | 026     | 028     | 040   | 047   | 043   | 062  | –    | 018  | 009             | 025             | 026             | 181    |
| 32   | Janez Marič             | 036       | 030       | 040       | 015        | 018        | 035        | 011        | 025     | 051     | 044        | 022        | 069      | –        | 016      | 025     | 034     | 036     | –       | 018   | 009   | 030   | 055  | 039  | 013  | –               | –               | –               | 152    |
| 33   | Daniel Mesotitsch       | 054       | 069       | –         | –          | –          | 043        | 043        | 051     | 023     | 037        | –          | 032      | 004      | 007      | 026     | 035     | 012     | 029     | –     | –     | –     | 028  | 015  | 019  | 055             | DNS             | 024             | 147    |
| 34   | Alexander Os            | 040       | 027       | 031       | 049        | 023        | 046        | 046        | –       | –       | –          | –          | 018      | 021      | –        | –       | –       | –       | –       | 028   | 002   | 006   | 041  | 044  | –    | 029             | 014             | 025             | 144    |
| 35   | Zdeněk Vítek            | 055       | 005       | 028       | 054        | 045        | 027        | 006        | –       | –       | 046        | 021        | 005      | 017      | 029      | –       | –       | 054     | –       | –     | –     | –     | 039  | 034  | –    | –               | –               | –               | 141    |
| 36   | Mattias Nilsson         | 068       | 026       | 036       | 042        | 024        | 024        | 036        | 022     | 044     | DNS        | –          | 064      | –        | –        | 006     | 019     | 028     | 010     | 062   | 031   | 026   | 049  | 050  | –    | 031             | 034             | –               | 108    |
| 37   | Filipp Schulman         | –         | –         | –         | –          | –          | –          | –          | 037     | 039     | 021        | –          | 039      | 014      | –        | –       | –       | 033     | –       | 032   | 027   | 015   | 009  | 017  | –    | 033             | 020             | –               | 101    |
| 38   | Zhang Chengye           | 026       | 057       | 046       | 008        | 021        | 075        | 018        | 042     | 031     | 055        | –          | –        | –        | –        | –       | –       | 065     | –       | 031   | 024   | 036   | 025  | 025  | –    | –               | –               | –               | 077    |
| 39   | Ilmārs Bricis           | DNF       | 006       | 018       | 063        | –          | –          | –          | –       | –       | 033        | –          | 030      | 023      | 023      | DNS     | –       | –       | –       | 080   | 051   | DNS   | 037  | 023  | –    | 041             | 038             | –               | 072    |
| 40   | Hans Martin Gjedrem     | –         | –         | –         | –          | –          | 031        | DNS        | 035     | 036     | 041        | –          | 020      | 020      | –        | –       | –       | –       | –       | DNS   | 003   | 042   | 077  | –    | –    | 054             | 050             | –               | 065    |
| 41   | Jay Hakkinen            | 079       | 065       | –         | 080        | –          | 059        | 032        | 024     | 029     | 029        | –          | 063      | –        | –        | 038     | 018     | 031     | 009     | 056   | 018   | 033   | 040  | 037  | –    | 053             | 057             | –               | 065    |
| 42   | Christoph Stephan       | –         | –         | –         | –          | –          | –          | –          | –       | –       | –          | –          | –        | –        | –        | –       | –       | –       | –       | 014   | 067   | –     | 011  | 012  | –    | 056             | 037             | –               | 064    |
| 43   | Andrei Makowejew        | 073       | 031       | 039       | 045        | 046        | 030        | 080        | –       | –       | –          | –          | –        | –        | –        | –       | –       | –       | –       | 035   | 035   | 022   | 027  | 026  | –    | 003             | 036             | –               | 062    |
| 44   | Rustam Waliulin         | 039       | 041       | 049       | 026        | DNF        | 025        | 049        | 067     | –       | 025        | –          | 031      | 047      | –        | 040     | 036     | 048     | –       | 005   | 069   | –     | 029  | 029  | –    | 036             | 028             | –               | 061    |
| 45   | Ludwig Gredler          | 028       | 048       | 057       | 067        | –          | 064        | 020        | 042     | 038     | 039        | –          | 009      | 019      | 024      | 044     | 041     | –       | –       | 055   | 061   | –     | 051  | 049  | –    | 032             | 044             | –               | 061    |
| 46   | Carsten Pump            | –         | –         | –         | –          | –          | –          | –          | –       | –       | 074        | –          | –        | –        | –        | –       | –       | –       | –       | –     | –     | –     | 010  | 014  | –    | 017             | 030             | –               | 059    |
| 47   | Wilfried Pallhuber      | 033       | 038       | 032       | 053        | 040        | 049        | 081        | –       | –       | 027        | –          | 008      | 049      | –        | 024     | 027     | 046     | –       | 044   | 080   | –     | 067  | –    | –    | 018             | 058             | –               | 058    |
| 48   | Oleksandr Bilanenko     | 071       | 040       | 025       | 037        | 027        | –          | 037        | 023     | 047     | –          | –          | –        | –        | –        | 021     | 038     | 018     | 019     | –     | –     | –     | 064  | –    | –    | 060             | 054             | –               | 053    |
| 49   | Roman Dostál            | 034       | 028       | 033       | 038        | DNF        | 021        | 057        | –       | –       | 018        | –          | 029      | 027      | –        | 050     | 040     | –       | –       | 039   | 030   | 039   | 022  | 021  | –    | 039             | 045             | –               | 052    |
| 50   | Ferréol Cannard         | 012       | 079       | –         | 061        | –          | 033        | 067        | 039     | 035     | 024        | –          | 022      | 022      | –        | 059     | 043     | –       | –       | 057   | 041   | DNF   | 035  | 032  | –    | 072             | –               | –               | 047    |
| 51   | Simon Hallenbarter      | 015       | 029       | 042       | 019        | 028        | 082        | 064        | 072     | –       | 067        | –          | 077      | –        | –        | 052     | 052     | 029     | –       | 038   | 029   | DNF   | 042  | 022  | –    | 051             | 047             | –               | 046    |
| 52   | Klemen Bauer            | –         | 050       | 044       | 077        | –          | –          | 028        | 056     | 054     | 031        | –          | 042      | 035      | –        | 031     | 045     | 079     | –       | 075   | 016   | 017   | 023  | 027  | –    | 038             | 033             | –               | 044    |
| 53   | Julien Robert           | 056       | 011       | 029       | 025        | 025        | 060        | DNS        | 034     | 045     | 068        | –          | 040      | 034      | –        | –       | –       | 051     | –       | –     | –     | –     | 026  | 041  | –    | 062             | –               | –               | 043    |
| 54   | Daniel Graf             | –         | –         | –         | –          | –          | –          | –          | 012     | 019     | –          | –          | 044      | 045      | –        | –       | –       | –       | –       | –     | –     | –     | 038  | 045  | –    | 044             | 022             | –               | 043    |
| 55   | Ondřej Moravec          | 053       | 046       | 047       | 033        | 030        | 017        | 062        | 059     | 055     | 047        | –          | –        | –        | –        | 056     | 049     | –       | –       | 034   | 015   | 020   | 065  | –    | –    | 050             | 055             | –               | 042    |
| 56   | Lois Habert             | –         | –         | –         | 086        | –          | 044        | 045        | 029     | 033     | 050        | –          | 055      | 043      | –        | –       | –       | 022     | –       | 020   | 025   | 023   | 079  | –    | –    | 061             | –               | –               | 036    |
| 57   | Sergei Tschepikow       | 048       | 043       | 038       | 032        | 014        | 016        | 050        | 046     | 037     | 032        | –          | 038      | 032      | –        | –       | –       | –       | –       | –     | –     | –     | –    | –    | –    | –               | –               | –               | 033    |
| 58   | Sjarhej Nowikau         | 050       | 062       | –         | 069        | –          | 048        | 035        | 032     | 026     | 026        | –          | –        | –        | –        | 039     | 039     | 034     | –       | 029   | 060   | DNS   | 030  | 028  | –    | 026             | 019             | –               | 033    |
| 59   | Aljaksandr Syman        | –         | 047       | 027       | 051        | 043        | 039        | 056        | 038     | 030     | 084        | –          | 054      | DNS      | –        | 058     | 054     | 025     | –       | 016   | 042   | DNS   | 048  | 036  | –    | 025             | 046             | –               | 032    |
| 60   | Egil Gjelland           | –         | –         | –         | –          | –          | –          | –          | –       | –       | –          | –          | –        | –        | –        | –       | –       | –       | –       | 021   | 036   | 025   | 045  | 033  | –    | 021             | 027             | –               | 030    |
| 61   | Indrek Tobreluts        | –         | 053       | 034       | 014        | 041        | –          | –          | DNS     | –       | 079        | –          | 052      | DNS      | –        | 020     | DNF     | 047     | –       | 070   | 043   | 046   | 043  | DNF  | –    | –               | –               | –               | 029    |
| 62   | Jaroslav Soukup         | 018       | 056       | 043       | 041        | 044        | 015        | 040        | 054     | 046     | 045        | –          | –        | –        | –        | 032     | 033     | 053     | –       | –     | –     | –     | 080  | –    | –    | 046             | 031             | –               | 029    |
| 63   | Roland Lessing          | 074       | 085       | –         | 034        | 049        | –          | 095        | 050     | 058     | –          | –          | –        | –        | –        | 042     | 037     | 023     | –       | 053   | 055   | 049   | 015  | 043  | –    | –               | –               | –               | 024    |
| 64   | Zhang Qing              | 086       | 104       | –         | 020        | 033        | 057        | 048        | 068     | –       | 060        | –          | –        | –        | –        | –       | –       | 056     | –       | 065   | 039   | 044   | 018  | DNF  | –    | –               | –               | –               | 024    |
| 65   | Magne Thorleiv Rønning  | –         | –         | –         | –          | –          | –          | –          | –       | –       | –          | –          | –        | –        | –        | –       | –       | –       | –       | 033   | 020   | 019   | –    | –    | –    | –               | –               | –               | 023    |
| 66   | Oleksij Korobejnikow    | 083       | 042       | 041       | 035        | 034        | 042        | –          | –       | –       | 097        | –          | –        | –        | –        | 036     | 029     | 016     | 026     | 043   | 048   | DNS   | 066  | –    | –    | –               | –               | –               | 022    |
| 67   | David Ekholm            | 019       | 051       | 030       | 091        | –          | 053        | 024        | 031     | 052     | 082        | –          | 074      | –        | –        | –       | –       | 052     | –       | DNS   | DNS   | –     | –    | –    | –    | 045             | 048             | –               | 020    |
| 68   | Simon Eder              | –         | 057       | 037       | 052        | 047        | 022        | 031        | –       | –       | 042        | –          | 049      | 031      | –        | –       | –       | 068     | –       | 023   | 028   | 032   | 052  | 035  | –    | 043             | 041             | –               | 020    |
| 69   | Tomáš Holubec           | 017       | 036       | 050       | 028        | 039        | 086        | –          | 057     | 043     | 057        | –          | 047      | 050      | –        | –       | –       | 043     | –       | –     | –     | –     | 059  | DNF  | –    | –               | –               | –               | 017    |
| 70   | Jānis Bērziņš           | –         | –         | –         | 070        | –          | 092        | 063        | –       | –       | 059        | –          | 027      | 025      | –        | 069     | –       | 024     | –       | 076   | 076   | –     | 078  | –    | –    | –               | –               | –               | 017    |
| 71   | Jörn Wollschläger       | –         | –         | –         | –          | –          | –          | –          | –       | –       | –          | –          | –        | –        | –        | –       | –       | –       | –       | 047   | 059   | 037   | 047  | 040  | –    | 040             | 017             | –               | 014    |
| 72   | Lowell Bailey           | 031       | 064       | –         | 018        | 050        | –          | –          | 040     | 053     | 063        | –          | 051      | 048      | –        | 048     | 050     | 041     | –       | 071   | 037   | 045   | 044  | 046  | –    | 037             | 035             | –               | 013    |
| 73   | Alexei Tschurin         | –         | –         | –         | –          | –          | –          | –          | –       | –       | –          | –          | –        | –        | –        | –       | –       | –       | –       | –     | –     | –     | –    | –    | –    | 047             | 018             | –               | 013    |
| 74   | Michail Kotschkin       | –         | –         | –         | –          | –          | –          | –          | –       | –       | –          | –          | –        | –        | –        | –       | –       | –       | –       | –     | –     | –     | –    | –    | –    | 022             | 029             | –               | 011    |
| 75   | Timo Antila             | 021       | 060       | 054       | –          | –          | –          | –          | 052     | 048     | –          | –          | –        | –        | –        | 051     | 048     | 064     | –       | 051   | 074   | –     | 058  | 051  | –    | 035             | 051             | –               | 010    |
| 76   | Jeremy Teela            | 042       | 055       | 059       | 021        | 036        | –          | –          | 055     | 050     | 058        | –          | 037      | 041      | –        | 046     | 046     | 044     | –       | 072   | 063   | –     | 080  | –    | –    | 067             | –               | –               | 010    |
| 77   | Hidenori Isa            | 023       | 095       | –         | 073        | –          | 090        | 075        | 065     | –       | 069        | –          | –        | –        | –        | –       | –       | 087     | –       | –     | –     | –     | –    | –    | –    | –               | –               | –               | 008    |
| 78   | Ivan Joller             | –         | –         | –         | –          | –          | 041        | –          | 069     | –       | 076        | –          | –        | –        | –        | –       | –       | –       | –       | –     | –     | –     | 024  | 047  | –    | 076             | –               | –               | 007    |
| 79   | Marek Matiaško          | 043       | 034       | 051       | 082        | –          | 037        | 077        | 044     | 057     | 028        | –          | 048      | 042      | –        | 071     | –       | 027     | –       | –     | –     | –     | 085  | –    | –    | 068             | –               | –               | 007    |
| 80   | Alexandre Aubert        | 082       | 093       | –         | –          | –          | –          | –          | 066     | –       | –          | –          | –        | –        | –        | –       | –       | –       | –       | 026   | 045   | 035   | 057  | 048  | –    | –               | –               | –               | 005    |
| 81   | Krzysztof Pływaczyk     | 046       | 045       | 053       | 029        | 032        | 077        | 071        | 061     | –       | 062        | –          | 028      | 037      | –        | 062     | –       | 061     | –       | 046   | 070   | –     | DNS  | –    | –    | 065             | –               | –               | 005    |
| 82   | Robin Clegg             | 059       | 033       | 048       | 027        | DNF        | 060        | 055        | 053     | 032     | 090        | –          | –        | –        | –        | 060     | DNS     | 062     | –       | 059   | 054   | 048   | 091  | –    | –    | 059             | 059             | –               | 004    |
| 83   | Oleksij Ajdarow         | –         | –         | –         | –          | –          | 040        | 030        | 041     | 056     | 070        | –          | –        | –        | –        | 029     | 031     | 044     | –       | 045   | 058   | DNS   | 054  | DNF  | –    | 071             | –               | –               | 003    |
| 84   | Magnus Jonsson          | 062       | 049       | 056       | 047        | 031        | 032        | 065        | 076     | –       | 086        | –          | 062      | –        | –        | 033     | 030     | –       | –       | 061   | 050   | 050   | DNS  | –    | –    | 051             | 039             | –               | 001    |
| 85   | Michail Kletscherow     | –         | –         | –         | 074        | –          | 076        | 082        | 087     | –       | 072        | –          | 064      | –        | –        | 096     | –       | 080     | –       | 030   | 053   | DNS   | 036  | DNS  | –    | –               | –               | –               | 001    |

| Legende | Legende | Legende | Legende                                                    |
| ------- | ------- | ------- | ---------------------------------------------------------- |
| 1       | 2       | 3       | Podest-Platzierungen                                       |
| 4–10    | 4–10    | 4–10    | übrige Top-10-Platzierungen                                |
| 11–30   | 11–30   | 11–30   | Rennen innerhalb der Punkteränge beendet                   |
| ab 31   | ab 31   | ab 31   | Rennen außerhalb der Punkteränge beendet                   |
| LAP     | LAP     | LAP     | Lapped / Überrundet und damit ausgeschieden                |
| DNF     | DNF     | DNF     | Did not finish / Rennen begonnen aber nicht beendet        |
| DNS     | DNS     | DNS     | Did not start / Gemeldet, aber nicht zum Rennen angetreten |

#### Ergebnisse Staffel
| Platz | Land                   | Hochfilzen                                                                           | Hochfilzen                                                                         | Oberhof                                                                         | Ruhpolding                                                                         | Antholz                                                                            | Punkte |
| ----- | ---------------------- | ------------------------------------------------------------------------------------ | ---------------------------------------------------------------------------------- | ------------------------------------------------------------------------------- | ---------------------------------------------------------------------------------- | ---------------------------------------------------------------------------------- | ------ |
| 01    | Russland               | 0 1 Iwan Tscheresow Dmitri Jaroschenko Maxim Tschudow Sergei Roschkow                | 02 Iwan Tscheresow Maxim Tschudow Dmitri Jaroschenko Nikolai Kruglow               | 0 1 Iwan Tscheresow Maxim Tschudow Dmitri Jaroschenko Nikolai Kruglow           | 02 Iwan Tscheresow Maxim Tschudow Dmitri Jaroschenko Nikolai Kruglow               | 0 1 Iwan Tscheresow Maxim Tschudow Dmitri Jaroschenko Nikolai Kruglow              | 196    |
| 02    | Norwegen               | 05 Emil Hegle Svendsen Alexander Os Stian Eckhoff Halvard Hanevold                   | 0 1 Emil Hegle Svendsen Frode Andresen Lars Berger Halvard Hanevold                | 03 Ole Einar Bjørndalen Lars Berger Emil Hegle Svendsen Halvard Hanevold        | 0 1 Emil Hegle Svendsen Halvard Hanevold Frode Andresen Ole Einar Bjørndalen       | 02 Halvard Hanevold Lars Berger Frode Andresen Ole Einar Bjørndalen                | 189    |
| 03    | Deutschland            | 02 Michael Rösch Alexander Wolf Sven Fischer Andreas Birnbacher                      | 03 Ricco Groß Michael Rösch Sven Fischer Michael Greis                             | 02 Michael Rösch Sven Fischer Andreas Birnbacher Michael Greis                  | 03 Ricco Groß Michael Rösch Andreas Birnbacher Alexander Wolf                      | 03 Ricco Groß Michael Rösch Sven Fischer Michael Greis                             | 178    |
| 04    | Österreich             | 04 Daniel Mesotitsch Friedrich Pinter Ludwig Gredler Christoph Sumann                | 05 Daniel Mesotitsch Friedrich Pinter Ludwig Gredler Christoph Sumann              | 04 Daniel Mesotitsch Ludwig Gredler Tobias Eberhard Christoph Sumann            | 05 Daniel Mesotitsch Friedrich Pinter Simon Eder Christoph Sumann                  | 06 Daniel Mesotitsch Friedrich Pinter Simon Eder Christoph Sumann                  | 154    |
| 05    | Tschechien             | 08 Ondřej Moravec Tomáš Holubec Michal Šlesingr Jaroslav Soukup                      | 04 Ondřej Moravec Michal Šlesingr Jaroslav Soukup Zdeněk Vítek                     | 05 Ondřej Moravec Tomáš Holubec Jaroslav Soukup Michal Šlesingr                 | 08 Ondřej Moravec Michal Šlesingr Tomáš Holubec Zdeněk Vítek                       | 05 Ondřej Moravec Zdeněk Vítek Roman Dostál Michal Šlesingr                        | 144    |
| 06    | Frankreich             | 03 Julien Robert Vincent Defrasne Ferréol Cannard Raphaël Poirée                     | 06 Julien Robert Vincent Defrasne Simon Fourcade Raphaël Poirée                    | 11 Julien Robert Vincent Defrasne Simon Fourcade Ferréol Cannard                | 06 Julien Robert Raphaël Poirée Vincent Defrasne Simon Fourcade                    | 10 Ferréol Cannard Loïs Habert Simon Fourcade Vincent Defrasne                     | 137    |
| 07    | Schweden               | 07 David Ekholm Björn Ferry Mattias Nilsson Carl Johan Bergman                       | 07 David Ekholm Björn Ferry Mattias Nilsson Carl Johan Bergman                     | –                                                                               | 04 David Ekholm Björn Ferry Mattias Nilsson Carl Johan Bergman                     | 07 David Ekholm Björn Ferry Mattias Nilsson Carl Johan Bergman                     | 136    |
| 08    | Ukraine                | 06 Wjatscheslaw Derkatsch Oleksandr Bilanenko Oleksij Korobejnikow Andrij Derysemlja | 08 Oleksij Ajdarow Oleksandr Bilanenko Oleksij Korobejnikow Andrij Derysemlja      | 08 Oleksij Ajdarow Oleksandr Bilanenko Wjatscheslaw Derkatsch Ruslan Lyssenko   | 09 Oleksij Ajdarow Oleksandr Bilanenko Wjatscheslaw Derkatsch Andrij Derysemlja    | 08 Oleksij Ajdarow Oleksij Korobejnikow Oleksandr Bilanenko Andrij Derysemlja      | 124    |
| 09    | Italien                | 09 Christian De Lorenzi René-Laurent Vuillermoz Wilfried Pallhuber Markus Windisch   | 09 Christian De Lorenzi René-Laurent Vuillermoz Wilfried Pallhuber Markus Windisch | 15 Markus Windisch René-Laurent Vuillermoz Christian De Lorenzi Stefan Zingerle | 10 Markus Windisch Christian De Lorenzi Wilfried Pallhuber René-Laurent Vuillermoz | 04 Christian De Lorenzi Wilfried Pallhuber Markus Windisch René-Laurent Vuillermoz | 122    |
| 10    | Vereinigte Staaten     | 12 Tim Burke Lowell Bailey Jeremy Teela Jay Hakkinen                                 | –                                                                                  | 09 Jay Hakkinen Tim Burke Lowell Bailey Jeremy Teela                            | 07 Jay Hakkinen Tim Burke Lowell Bailey Jeremy Teela                               | 09 Jay Hakkinen Tim Burke Lowell Bailey Jeremy Teela                               | 110    |
| 11    | Schweiz                | 10 Simon Hallenbarter Matthias Simmen Roland Zwahlen Ivan Joller                     | 11 Simon Hallenbarter Matthias Simmen Roland Zwahlen Ivan Joller                   | 06 Simon Hallenbarter Matthias Simmen Roland Zwahlen Ivan Joller                | 11 Simon Hallenbarter Matthias Simmen Roland Zwahlen Ivan Joller                   | 16 Simon Hallenbarter Matthias Simmen Roland Zwahlen Claudio Böckli                | 108    |
| 12    | Polen                  | 15 Wiesław Ziemianin Krzysztof Pływaczyk Tomasz Sikora Grzegorz Bodziana             | 10 Wiesław Ziemianin Krzysztof Pływaczyk Tomasz Sikora Grzegorz Bodziana           | 17 Krzysztof Pływaczyk Wiesław Ziemianin Tomasz Sikora Grzegorz Bodziana        | 12 Wiesław Ziemianin Krzysztof Pływaczyk Tomasz Sikora Grzegorz Bodziana           | 13 Krzysztof Pływaczyk Grzegorz Bodziana Mirosław Kobus Tomasz Sikora              | 084    |
| 13    | Belarus                | 11 Aljaksandr Syman Rustam Waliulin Uladsimir Miklascheuski Sjarhej Nowikau          | 13 Aljaksandr Syman Rustam Waliulin Sjarhej Daschkewitsch Sjarhej Nowikau          | 12 Aljaksandr Syman Rustam Waliulin Sjarhej Daschkewitsch Sjarhej Nowikau       | 14 Sjarhej Nowikau Rustam Waliulin Jauheni Stepanau Aljaksandr Syman               | 20 Sjarhej Nowikau Rustam Waliulin Uladsimir Miklascheuski Aljaksandr Syman        | 084    |
| 14    | Slowenien              | 16 Danilo Kodela Janez Marič Klemen Bauer Klemen Lauseger                            | 15 Danilo Kodela Janez Marič Klemen Bauer Gregor Brvar                             | 07 Peter Dokl Janez Marič Klemen Bauer Gregor Brvar                             | 15 Peter Dokl Janez Marič Klemen Bauer Gregor Brvar                                | 19 Klemen Bauer Janez Marič Danilo Kodela Gregor Brvar                             | 079    |
| 15    | Lettland               | 14 Edgars Piksons Gints Rozenbergs Kristaps Lībietis Jānis Bērziņš                   | 14 Edgars Piksons Gints Rozenbergs Kristaps Lībietis Jānis Bērziņš                 | 22 Gints Rozenbergs Kaspars Dumbris Jānis Pleikšnis Normunds Punts              | 13 Kaspars Dumbris Ilmārs Bricis Kristaps Lībietis Jānis Bērziņš                   | 12 Edgars Piksons Ilmārs Bricis Kaspars Dumbris Jānis Bērziņš                      | 078    |
| 16    | Volksrepublik China    | –                                                                                    | 12 Zhang Qing Ren Long Zhang Chengye Tian Ye                                       | 13 Zhang Qing Ren Long Zhang Chengye Tian Ye                                    | 18 Zhang Qing Ren Long Zhang Chengye Tian Ye                                       | 17 Zhang Chengye Ren Long Zhang Qing Tian Ye                                       | 069    |
| 17    | Estland                | 17 Indrek Tobreluts Roland Lessing Kauri Kõiv Priit Viks                             | –                                                                                  | 10 Priit Viks Indrek Tobreluts Kauri Kõiv Roland Lessing                        | –                                                                                  | 11 Priit Viks Indrek Tobreluts Kauri Kõiv Roland Lessing                           | 064    |
| 18    | Slowakei               | 13 Pavol Hurajt Dušan Šimočko Matej Kazár Marek Matiaško                             | 16 Miroslav Matiaško Dušan Šimočko Pavol Novák Marek Matiaško                      | 20 Pavol Hurajt Marek Matiaško Pavol Novák Peter Vozar                          | 19 Miroslav Matiaško Marek Matiaško Matej Kazár Pavol Hurajt                       | 15 Marek Matiaško Pavol Hurajt Dušan Šimočko Miroslav Matiaško                     | 063    |
| 19    | Bulgarien              | 19 Michail Kletscherow Kiril Wassilew Krassimir Anew Witalij Rudentschik             | 17 Michail Kletscherow Kiril Wassilew Krassimir Anew Witalij Rudentschik           | 19 Michail Kletscherow Kiril Wassilew Wladimir Iliew Witalij Rudentschik        | 21 Michail Kletscherow Kiril Wassilew Wladimir Iliew Witalij Rudentschik           | 18 Michail Kletscherow Kiril Wassilew Wladimir Iliew Witalij Rudentschik           | 051    |
| 20    | Kanada                 | –                                                                                    | –                                                                                  | 14 Robin Clegg David Leoni Francois Lebœuf Nathan Smith                         | 17 David Leoni Robin Clegg Nathan Smith Jean-Philippe Leguellec                    | 14 Robin Clegg Jean-Philippe Leguellec Jaime Robb David Leoni                      | 050    |
| 21    | Kasachstan             | 18 Alexander Tscherwjakow Erden Abdrachmanow Roman Djomin Sergei Naumik              | 18 Alexander Tscherwjakow Sergei Naumik Alexander Trifonow Roman Djomin            | 16 Alexander Tscherwjakow Sergei Naumik Alexander Trifonow Erden Abdrachmanow   | 22 Alexander Tscherwjakow Sergei Naumik Alexander Trifonow Erden Abdrachmanow      | –                                                                                  | 050    |
| 22    | Vereinigtes Königreich | 20 Marc Walker Lee-Steve Jackson Kevin Kane Joe Brooks                               | 19 Lee-Steve Jackson Marc Walker Joe Brooks Kevin Kane                             | –                                                                               | 24 Lee-Steve Jackson Marc Walker Carl Carrier Joe Brooks                           | 21 Lee-Steve Jackson Marc Walker Kevin Kane Lance Hodgkins                         | 040    |
| 23    | Japan                  | –                                                                                    | –                                                                                  | 18 Shinya Saito Hidenori Isa Tatsumi Kasahara Yoshiyuki Asari                   | 16 Tatsumi Kasahara Hidenori Isa Shinya Saito Yoshiyuki Asari                      | –                                                                                  | 028    |
| 24    | Südkorea               | –                                                                                    | –                                                                                  | 21 Jun Je-uk Park Yoon-Bae Lee In-bok Lee Jung-Sik                              | 23 Jun Je-uk Lee In-bok Park Yoon-Bae Lee Jung-Sik                                 | –                                                                                  | 018    |
| 25    | Finnland               | –                                                                                    | –                                                                                  | –                                                                               | 20 Jouni Kinnunen Jarkko Kauppinen Tapio Pukki Mika Kaljunen                       | DNS Jouni Kinnunen Timo Antila Mika Kaljunen Jarkko Kauppinen                      | 011    |

| Legende | Legende | Legende | Legende                                  |
| ------- | ------- | ------- | ---------------------------------------- |
| 1       | 2       | 3       | Podest-Platzierungen                     |
| 4–10    | 4–10    | 4–10    | übrige Top-10-Platzierungen              |
| 11–30   | 11–30   | 11–30   | Rennen innerhalb der Punkteränge beendet |
| DSQ     | DSQ     | DSQ     | Disqualifikation                         |
| DNS     | DNS     | DNS     | Did not start                            |
| DNF     | DNF     | DNF     | Did not finish                           |

## Frauen

### Ergebnisse Frauen
| 1. Weltcup in Östersund, 29. November 2006 – 3. Dezember 2006 | 1. Weltcup in Östersund, 29. November 2006 – 3. Dezember 2006 | 1. Weltcup in Östersund, 29. November 2006 – 3. Dezember 2006 | 1. Weltcup in Östersund, 29. November 2006 – 3. Dezember 2006 | 1. Weltcup in Östersund, 29. November 2006 – 3. Dezember 2006 |
| ------------------------------------------------------------- | ------------------------------------------------------------- | ------------------------------------------------------------- | ------------------------------------------------------------- | ------------------------------------------------------------- |
| Datum                                                         | Disziplin                                                     | Erster Platz                                                  | Zweiter Platz                                                 | Dritter Platz                                                 |
| 29. November 2006 (Mi.)                                       | Einzel (15 km)                                                | Irina Malgina                                                 | Liv-Kjersti Eikeland                                          | Zina Kocher                                                   |
| 1. Dezember 2006 (Fr.)                                        | Sprint (7,5 km)                                               | Magdalena Gwizdoń                                             | Kati Wilhelm                                                  | Martina Glagow                                                |
| 3. Dezember 2006 (So.)                                        | Verfolgung (10 km)                                            | Linda Grubben                                                 | Anna Carin Olofsson                                           | Magdalena Gwizdoń                                             |

| 2. Weltcup in Hochfilzen, 8. Dezember 2006 – 10. Dezember 2006 | 2. Weltcup in Hochfilzen, 8. Dezember 2006 – 10. Dezember 2006 | 2. Weltcup in Hochfilzen, 8. Dezember 2006 – 10. Dezember 2006            | 2. Weltcup in Hochfilzen, 8. Dezember 2006 – 10. Dezember 2006        | 2. Weltcup in Hochfilzen, 8. Dezember 2006 – 10. Dezember 2006     |
| -------------------------------------------------------------- | -------------------------------------------------------------- | ------------------------------------------------------------------------- | --------------------------------------------------------------------- | ------------------------------------------------------------------ |
| Datum                                                          | Disziplin                                                      | Erster Platz                                                              | Zweiter Platz                                                         | Dritter Platz                                                      |
| 8. Dezember 2006 (Fr.)                                         | Sprint (7,5 km)                                                | Andrea Henkel                                                             | Magdalena Gwizdoń                                                     | Kong Yingchao                                                      |
| 9. Dezember 2006 (Sa.)                                         | Verfolgung (10 km)                                             | Andrea Henkel                                                             | Linda Grubben                                                         | Anna Carin Olofsson                                                |
| 10. Dezember 2006 (So.)                                        | Staffel (4 × 6 km)                                             | RusslandAnna Bogali-Titowez Olga Anissimowa Irina Malgina Natalja Gussewa | DeutschlandMartina Glagow Andrea Henkel Magdalena Neuner Kati Wilhelm | NorwegenTora Berger Ann Kristin Flatland Jori Mørkve Linda Grubben |

| 3. Weltcup in Hochfilzen (Ersatz für Osrblie), 13. Dezember 2006 – 16. Dezember 2006 | 3. Weltcup in Hochfilzen (Ersatz für Osrblie), 13. Dezember 2006 – 16. Dezember 2006 | 3. Weltcup in Hochfilzen (Ersatz für Osrblie), 13. Dezember 2006 – 16. Dezember 2006 | 3. Weltcup in Hochfilzen (Ersatz für Osrblie), 13. Dezember 2006 – 16. Dezember 2006 | 3. Weltcup in Hochfilzen (Ersatz für Osrblie), 13. Dezember 2006 – 16. Dezember 2006 |
| ------------------------------------------------------------------------------------ | ------------------------------------------------------------------------------------ | ------------------------------------------------------------------------------------ | ------------------------------------------------------------------------------------ | ------------------------------------------------------------------------------------ |
| Datum                                                                                | Disziplin                                                                            | Erster Platz                                                                         | Zweiter Platz                                                                        | Dritter Platz                                                                        |
| 13. Dezember 2006 (Mi.)                                                              | Einzel (15 km)                                                                       | Andrea Henkel                                                                        | Martina Glagow                                                                       | Oksana Chwostenko                                                                    |
| 15. Dezember 2006 (Fr.)                                                              | Sprint (7,5 km)                                                                      | Anna Carin Olofsson                                                                  | Sandrine Bailly                                                                      | Andrea Henkel                                                                        |
| 17. Dezember 2006 (So.)                                                              | Staffel (4 × 6 km)                                                                   | FrankreichFlorence Baverel-Robert Delphyne Peretto Sylvie Becaert Sandrine Bailly    | RusslandAnna Bogali-Titowez Tatjana Moissejewa Anna Bulygina Natalja Gussewa         | Volksrepublik ChinaDong Xue Kong Yingchao Yin Qiao Liu Xianying                      |

| 4. Weltcup in Oberhof, 3. Januar 2007 – 7. Januar 2007 | 4. Weltcup in Oberhof, 3. Januar 2007 – 7. Januar 2007 | 4. Weltcup in Oberhof, 3. Januar 2007 – 7. Januar 2007                            | 4. Weltcup in Oberhof, 3. Januar 2007 – 7. Januar 2007              | 4. Weltcup in Oberhof, 3. Januar 2007 – 7. Januar 2007          |
| ------------------------------------------------------ | ------------------------------------------------------ | --------------------------------------------------------------------------------- | ------------------------------------------------------------------- | --------------------------------------------------------------- |
| Datum                                                  | Disziplin                                              | Erster Platz                                                                      | Zweiter Platz                                                       | Dritter Platz                                                   |
| 3. Januar 2007 (Mi.)                                   | Staffel (4 × 6 km)                                     | FrankreichFlorence Baverel-Robert Delphyne Peretto Sylvie Becaert Sandrine Bailly | DeutschlandMartina Glagow Andrea Henkel Kathrin Hitzer Kati Wilhelm | Volksrepublik ChinaKong Yingchao Dong Xue Yin Qiao Liu Xianying |
| 5. Januar 2007 (Fr.)                                   | Sprint (7,5 km)                                        | Magdalena Neuner                                                                  | Andrea Henkel                                                       | Martina Glagow                                                  |
| 7. Januar 2007 (So.)                                   | Verfolgung (10 km)                                     | Linda Grubben                                                                     | Sandrine Bailly                                                     | Magdalena Neuner                                                |

| 5. Weltcup in Ruhpolding, 10. Januar 2007 – 14. Januar 2007 | 5. Weltcup in Ruhpolding, 10. Januar 2007 – 14. Januar 2007 | 5. Weltcup in Ruhpolding, 10. Januar 2007 – 14. Januar 2007               | 5. Weltcup in Ruhpolding, 10. Januar 2007 – 14. Januar 2007              | 5. Weltcup in Ruhpolding, 10. Januar 2007 – 14. Januar 2007                       |
| ----------------------------------------------------------- | ----------------------------------------------------------- | ------------------------------------------------------------------------- | ------------------------------------------------------------------------ | --------------------------------------------------------------------------------- |
| Datum                                                       | Disziplin                                                   | Erster Platz                                                              | Zweiter Platz                                                            | Dritter Platz                                                                     |
| 10. Januar 2007 (Mi.)                                       | Staffel (4 × 6 km)                                          | RusslandAnna Bogali-Titowez Olga Anissimowa Irina Malgina Natalja Gussewa | DeutschlandKathrin Hitzer Magdalena Neuner Simone Denkinger Kati Wilhelm | FrankreichFlorence Baverel-Robert Delphyne Peretto Sylvie Becaert Sandrine Bailly |
| 12. Januar 2007 (Fr.)                                       | Sprint (7,5 km)                                             | Sandrine Bailly                                                           | Anna Carin Olofsson                                                      | Florence Baverel-Robert                                                           |
| 14. Januar 2007 (So.)                                       | Massenstart (12,5 km)                                       | Anna Carin Olofsson                                                       | Kati Wilhelm                                                             | Linda Grubben                                                                     |

| 6. Weltcup auf der Pokljuka, 17. Januar 2007 – 21. Januar 2007 | 6. Weltcup auf der Pokljuka, 17. Januar 2007 – 21. Januar 2007 | 6. Weltcup auf der Pokljuka, 17. Januar 2007 – 21. Januar 2007 | 6. Weltcup auf der Pokljuka, 17. Januar 2007 – 21. Januar 2007 | 6. Weltcup auf der Pokljuka, 17. Januar 2007 – 21. Januar 2007 |
| -------------------------------------------------------------- | -------------------------------------------------------------- | -------------------------------------------------------------- | -------------------------------------------------------------- | -------------------------------------------------------------- |
| Datum                                                          | Disziplin                                                      | Erster Platz                                                   | Zweiter Platz                                                  | Dritter Platz                                                  |
| 17. Januar 2007 (Mi.)                                          | Sprint (7,5 km)                                                | Anna Carin Olofsson                                            | Tatjana Moissejewa                                             | Kati Wilhelm                                                   |
| 19. Januar 2007 (Fr.)                                          | Verfolgung (10 km)                                             | Kati Wilhelm                                                   | Tatjana Moissejewa                                             | Natalja Sokolowa                                               |
| 21. Januar 2007 (So.)                                          | Massenstart (12,5 km)                                          | Oksana Chwostenko                                              | Kati Wilhelm                                                   | Tadeja Brankovič                                               |

| Biathlon-Weltmeisterschaften in Antholz, 3. Februar 2007 – 11. Februar 2007 | Biathlon-Weltmeisterschaften in Antholz, 3. Februar 2007 – 11. Februar 2007 | Biathlon-Weltmeisterschaften in Antholz, 3. Februar 2007 – 11. Februar 2007 | Biathlon-Weltmeisterschaften in Antholz, 3. Februar 2007 – 11. Februar 2007       | Biathlon-Weltmeisterschaften in Antholz, 3. Februar 2007 – 11. Februar 2007 |
| --------------------------------------------------------------------------- | --------------------------------------------------------------------------- | --------------------------------------------------------------------------- | --------------------------------------------------------------------------------- | --------------------------------------------------------------------------- |
| Datum                                                                       | Disziplin                                                                   | Erster Platz                                                                | Zweiter Platz                                                                     | Dritter Platz                                                               |
| 3. Februar 2007 (Sa.)                                                       | Sprint (7,5 km)                                                             | Magdalena Neuner                                                            | Anna Carin Olofsson                                                               | Natalja Gussewa                                                             |
| 4. Februar 2007 (So.)                                                       | Verfolgung (10 km)                                                          | Magdalena Neuner                                                            | Linda Grubben                                                                     | Anna Carin Olofsson                                                         |
| 7. Februar 2007 (Mi.)                                                       | Einzel (15 km)                                                              | Linda Grubben                                                               | Florence Baverel-Robert                                                           | Martina Glagow                                                              |
| 10. Februar 2007 (Sa.)                                                      | Massenstart (12,5 km)                                                       | Andrea Henkel                                                               | Martina Glagow                                                                    | Kati Wilhelm                                                                |
| 11. Februar 2007 (So.)                                                      | Staffel (4 × 6 km)                                                          | DeutschlandMartina Glagow Andrea Henkel Magdalena Neuner Kati Wilhelm       | FrankreichFlorence Baverel-Robert Delphyne Peretto Sylvie Becaert Sandrine Bailly | NorwegenTora Berger Ann Kristin Flatland Jori Mørkve Linda Grubben          |

| 7. Weltcup in Lahti, 28. Februar 2007 – 4. März 2007 | 7. Weltcup in Lahti, 28. Februar 2007 – 4. März 2007 | 7. Weltcup in Lahti, 28. Februar 2007 – 4. März 2007 | 7. Weltcup in Lahti, 28. Februar 2007 – 4. März 2007 | 7. Weltcup in Lahti, 28. Februar 2007 – 4. März 2007 |
| ---------------------------------------------------- | ---------------------------------------------------- | ---------------------------------------------------- | ---------------------------------------------------- | ---------------------------------------------------- |
| Datum                                                | Disziplin                                            | Erster Platz                                         | Zweiter Platz                                        | Dritter Platz                                        |
| 28. Februar 2007 (Mi.)                               | Einzel (15 km)                                       | Andrea Henkel                                        | Florence Baverel-Robert                              | Kati Wilhelm                                         |
| 2. März 2007 (Fr.)                                   | Sprint (7,5 km)                                      | Martina Glagow                                       | Kati Wilhelm                                         | Jekaterina Jurjewa                                   |
| 4. März 2007 (So.)                                   | Verfolgung (10 km)                                   | Martina Glagow                                       | Kati Wilhelm                                         | Kathrin Hitzer                                       |

| 8. Weltcup in Oslo, 8. März 2007 – 11. März 2007 | 8. Weltcup in Oslo, 8. März 2007 – 11. März 2007 | 8. Weltcup in Oslo, 8. März 2007 – 11. März 2007 | 8. Weltcup in Oslo, 8. März 2007 – 11. März 2007 | 8. Weltcup in Oslo, 8. März 2007 – 11. März 2007 |
| ------------------------------------------------ | ------------------------------------------------ | ------------------------------------------------ | ------------------------------------------------ | ------------------------------------------------ |
| Datum                                            | Disziplin                                        | Erster Platz                                     | Zweiter Platz                                    | Dritter Platz                                    |
| 8. März 2007 (Do.)                               | Sprint (7,5 km)                                  | Andrea Henkel                                    | Jekaterina Jurjewa                               | Magdalena Neuner                                 |
| 10. März 2007 (Sa.)                              | Verfolgung (10 km)                               | Magdalena Neuner                                 | Andrea Henkel                                    | Kati Wilhelm                                     |
| 11. März 2007 (So.)                              | Massenstart (12,5 km)                            | Magdalena Neuner                                 | Kathrin Hitzer                                   | Jekaterina Jurjewa                               |

| 9. Weltcup in Chanty-Mansijsk, 15. März 2007 – 18. März 2007 | 9. Weltcup in Chanty-Mansijsk, 15. März 2007 – 18. März 2007 | 9. Weltcup in Chanty-Mansijsk, 15. März 2007 – 18. März 2007 | 9. Weltcup in Chanty-Mansijsk, 15. März 2007 – 18. März 2007 | 9. Weltcup in Chanty-Mansijsk, 15. März 2007 – 18. März 2007 |
| ------------------------------------------------------------ | ------------------------------------------------------------ | ------------------------------------------------------------ | ------------------------------------------------------------ | ------------------------------------------------------------ |
| Datum                                                        | Disziplin                                                    | Erster Platz                                                 | Zweiter Platz                                                | Dritter Platz                                                |
| 15. März 2007 (Do.)                                          | Sprint (7,5 km)                                              | Magdalena Neuner                                             | Andrea Henkel                                                | Anna Carin Olofsson                                          |
| 17. März 2007 (Sa.)                                          | Verfolgung (10 km)                                           | Magdalena Neuner                                             | Anna Carin Olofsson                                          | Andrea Henkel                                                |
| 18. März 2007 (So.)                                          | Massenstart (12,5 km)                                        | Helena Jonsson                                               | Oksana Chwostenko                                            | Kathrin Hitzer                                               |

### Weltcupstände
| Endstand nach 27 Rennen (Top 10) |                         |        |       |
| \| Rang \| Name \| Punkte \| Siege \| \| ---- \| ----------------------- \| ------ \| ----- \| \| 01 \| Andrea Henkel \| 870 \| 6 \| \| 02 \| Kati Wilhelm \| 863 \| 1 \| \| 03 \| Anna Carin Olofsson \| 860 \| 3 \| \| 04 \| Magdalena Neuner \| 720 \| 7 \| \| 05 \| Florence Baverel-Robert \| 671 \| 0 \| \| 06 \| Linda Grubben \| 562 \| 3 \| \| 07 \| Martina Glagow \| 551 \| 2 \| \| 08 \| Sandrine Bailly \| 530 \| 1 \| \| 09 \| Oksana Chwostenko \| 505 \| 1 \| \| 10 \| Kathrin Hitzer \| 502 \| 0 \| |                         |        |       |
| Rang | Name                    | Punkte | Siege |
| 01 | Andrea Henkel           | 870    | 6     |
| 02 | Kati Wilhelm            | 863    | 1     |
| 03 | Anna Carin Olofsson     | 860    | 3     |
| 04 | Magdalena Neuner        | 720    | 7     |
| 05 | Florence Baverel-Robert | 671    | 0     |
| 06 | Linda Grubben           | 562    | 3     |
| 07 | Martina Glagow          | 551    | 2     |
| 08 | Sandrine Bailly         | 530    | 1     |
| 09 | Oksana Chwostenko       | 505    | 1     |
| 10 | Kathrin Hitzer          | 502    | 0     |

| Rang | Name                    | Punkte | Siege |
| ---- | ----------------------- | ------ | ----- |
| 01   | Andrea Henkel           | 140    | 2     |
| 02   | Anna Carin Olofsson     | 111    | 0     |
| 03   | Martina Glagow          | 109    | 0     |
| 04   | Florence Baverel-Robert | 104    | 0     |
| 05   | Tora Berger             | 92     | 0     |
| 06   | Jekaterina Jurjewa      | 85     | 0     |
| 07   | Oksana Chwostenko       | 81     | 0     |
| 08   | Kaisa Mäkäräinen        | 78     | 0     |
| 09   | Kati Wilhelm            | 75     | 0     |
| 10   | Eveli Saue              | 70     | 0     |

| Rang | Name                    | Punkte | Siege |
| ---- | ----------------------- | ------ | ----- |
| 01   | Anna Carin Olofsson     | 351    | 2     |
| 02   | Kati Wilhelm            | 317    | 0     |
| 03   | Andrea Henkel           | 313    | 2     |
| 04   | Magdalena Neuner        | 285    | 3     |
| 05   | Sandrine Bailly         | 254    | 1     |
| 06   | Florence Baverel-Robert | 228    | 0     |
| 07   | Kathrin Hitzer          | 190    | 0     |
| 08   | Magdalena Gwizdoń       | 189    | 1     |
| 09   | Linda Grubben           | 185    | 0     |
| 10   | Martina Glagow          | 179    | 1     |

| Rang | Name                    | Punkte | Siege |
| ---- | ----------------------- | ------ | ----- |
| 01   | Kati Wilhelm            | 284    | 1     |
| 02   | Magdalena Neuner        | 283    | 3     |
| 03   | Andrea Henkel           | 267    | 1     |
| 04   | Anna Carin Olofsson     | 263    | 0     |
| 05   | Linda Grubben           | 232    | 2     |
| 06   | Martina Glagow          | 198    | 1     |
| 07   | Florence Baverel-Robert | 194    | 0     |
| 08   | Tadeja Brankovič        | 160    | 0     |
| 09   | Magdalena Gwizdoń       | 152    | 0     |
| 10   | Kong Yingchao           | 144    | 0     |

| Rang | Name                    | Punkte | Siege |
| ---- | ----------------------- | ------ | ----- |
| 01   | Kati Wilhelm            | 169    | 0     |
| 02   | Oksana Chwostenko       | 148    | 1     |
| 03   | Jekaterina Jurjewa      | 136    | 0     |
| 04   | Kathrin Hitzer          | 134    | 0     |
| 05   | Helena Jonsson          | 126    | 1     |
| 06   | Florence Baverel-Robert | 125    | 0     |
| 07   | Tadeja Brankovič        | 121    | 0     |
| 08   | Anna Carin Olofsson     | 117    | 1     |
| 09   | Andrea Henkel           | 116    | 1     |
| 10   | Magdalena Neuner        | 114    | 1     |

| Rang | Land                | Punkte | Siege |
| ---- | ------------------- | ------ | ----- |
| 01   | Frankreich          | 189    | 2     |
| 02   | Deutschland         | 188    | 1     |
| 03   | Russland            | 180    | 2     |
| 04   | Norwegen            | 166    | 0     |
| 05   | Volksrepublik China | 157    | 0     |
| 06   | Belarus             | 142    | 0     |
| 07   | Ukraine             | 116    | 0     |
| 08   | Schweden            | 111    | 0     |
| 09   | Italien             | 108    | 0     |
| 10   | Polen               | 106    | 0     |

| Rang | Land                | Punkte | Siege |
| ---- | ------------------- | ------ | ----- |
| 01   | Deutschland         | 6272   | 9     |
| 02   | Russland            | 5659   | 3     |
| 03   | Frankreich          | 5618   | 3     |
| 04   | Norwegen            | 5351   | 1     |
| 05   | Volksrepublik China | 5208   | 0     |
| 06   | Schweden            | 5080   | 2     |
| 07   | Belarus             | 4967   | 0     |
| 08   | Slowenien           | 4839   | 0     |
| 09   | Ukraine             | 4513   | 0     |
| 10   | Polen               | 4172   | 1     |

### Tabelle

#### Ergebnisse Athleten
| Pos. | Biathlet                   | Östersund | Östersund | Östersund | Hochfilzen | Hochfilzen | Hochfilzen | Hochfilzen | Oberhof | Oberhof | Ruhpolding | Ruhpolding | Pokljuka | Pokljuka | Pokljuka | Antholz | Antholz | Antholz | Antholz | Lahti | Lahti | Lahti | Oslo | Oslo | Oslo | Chanty-Mansijsk | Chanty-Mansijsk | Chanty-Mansijsk | Punkte |
| Pos. | Biathlet                   | Ez        | Sp        | Vf        | Sp         | Vf         | Ez         | Sp         | Sp      | Vf      | Sp         | Ms         | Sp       | Vf       | Ms       | Sp      | Vf      | Ez      | Ms      | Ez    | Sp    | Vf    | Sp   | Vf   | Ms   | Sp              | Vf              | Ms              | Punkte |
| ---- | -------------------------- | --------- | --------- | --------- | ---------- | ---------- | ---------- | ---------- | ------- | ------- | ---------- | ---------- | -------- | -------- | -------- | ------- | ------- | ------- | ------- | ----- | ----- | ----- | ---- | ---- | ---- | --------------- | --------------- | --------------- | ------ |
| 01   | Andrea Henkel              | 004       | 008       | 006       | 001        | 001        | 001        | 003        | 002     | 009     | –          | –          | –        | –        | 011      | 023     | 010     | 006     | 001     | 001   | 004   | 004   | 001  | 002  | 010  | 002             | 003             | 015             | 870    |
| 02   | Kati Wilhelm               | 023       | 002       | 004       | 004        | 004        | 011        | 007        | 009     | 005     | 010        | 002        | 003      | 001      | 002      | 007     | 009     | DNF     | 003     | 003   | 002   | 002   | 019  | 003  | 006  | 011             | 020             | 017             | 863    |
| 03   | Anna Carin Olofsson        | 020       | 011       | 002       | 010        | 003        | 006        | 001        | 010     | 010     | 002        | 001        | 001      | 005      | 006      | 002     | 003     | 005     | –       | 004   | 014   | 012   | 004  | 026  | 012  | 003             | 002             | 020             | 860    |
| 04   | Magdalena Neuner           | 033       | 015       | 007       | 027        | 008        | –          | 009        | 001     | 003     | 016        | 015        | 010      | 009      | –        | 001     | 001     | –       | 014     | 006   | 024   | 040   | 003  | 001  | 001  | 001             | 001             | 008             | 720    |
| 05   | Florence Baverel-Robert    | 019       | 066       | –         | 022        | 026        | 040        | 029        | 007     | 011     | 003        | 005        | 004      | 007      | 008      | 021     | 006     | 002     | 010     | 002   | 010   | 006   | 007  | 009  | 007  | 006             | 005             | 013             | 671    |
| 06   | Linda Grubben              | 014       | 006       | 001       | 008        | 002        | –          | –          | 004     | 001     | 006        | 003        | 006      | 004      | –        | 018     | 002     | 001     | 006     | –     | –     | –     | –    | –    | –    | –               | –               | –               | 562    |
| 07   | Martina Glagow             | 063       | 003       | 005       | 015        | 005        | 002        | 015        | 003     | 008     | –          | –          | –        | –        | –        | 036     | 011     | 003     | 002     | 013   | 001   | 001   | 044  | DNS  | 017  | 020             | 013             | 026             | 551    |
| 08   | Sandrine Bailly            | 017       | 005       | 009       | 009        | 036        | 037        | 002        | 005     | 002     | 001        | 021        | 022      | 018      | 028      | 009     | 030     | 009     | 023     | 015   | 029   | 017   | 020  | 015  | 009  | 023             | 018             | 005             | 530    |
| 09   | Oksana Chwostenko          | 041       | 028       | 012       | 054        | DNS        | 003        | 021        | –       | –       | 036        | 008        | 015      | 016      | 001      | 016     | 013     | 010     | 012     | 019   | 011   | 010   | 006  | 013  | 021  | 005             | 011             | 002             | 505    |
| 10   | Kathrin Hitzer             | 025       | 019       | 032       | 013        | 017        | 009        | 004        | 019     | 013     | 007        | 007        | 026      | 025      | 018      | –       | –       | 031     | –       | 007   | 005   | 003   | 013  | 011  | 002  | 019             | 026             | 003             | 502    |
| 11   | Tadeja Brankovič           | 039       | 069       | –         | 019        | 016        | 043        | 005        | 025     | 021     | 005        | 014        | 016      | 014      | 003      | 008     | 005     | 023     | 009     | 022   | 017   | 008   | 028  | 021  | 026  | 013             | 004             | 007             | 477    |
| 12   | Teja Gregorin              | 043       | 010       | 030       | 016        | 015        | 017        | DNS        | 016     | 020     | 044        | 004        | 008      | 006      | 012      | 011     | 007     | 013     | 015     | 030   | 028   | 021   | 012  | 016  | 023  | 004             | 010             | 009             | 469    |
| 13   | Jekaterina Jurjewa         | 005       | 023       | 031       | 066        | –          | 015        | 024        | 026     | 030     | 015        | 012        | 017      | 031      | 024      | –       | –       | 007     | 005     | 021   | 003   | 005   | 002  | 004  | 003  | 029             | DNS             | 006             | 457    |
| 14   | Tora Berger                | 006       | 007       | 008       | 018        | 023        | –          | –          | 017     | 021     | 021        | 020        | 012      | 026      | 014      | 010     | 019     | 004     | 025     | 014   | 007   | 009   | 051  | 039  | 019  | 010             | 009             | 019             | 450    |
| 15   | Kong Yingchao              | 008       | 024       | 019       | 003        | 006        | 024        | 027        | 008     | 004     | 020        | 017        | –        | –        | –        | –       | –       | 037     | –       | 009   | 006   | 007   | 005  | 010  | 004  | –               | –               | –               | 429    |
| 16   | Magdalena Gwizdoń          | 021       | 001       | 003       | 002        | 012        | 045        | 020        | 014     | 016     | 045        | 019        | 039      | 012      | 016      | 014     | 017     | 032     | 016     | 010   | 018   | 029   | 011  | 008  | 028  | 022             | 025             | 029             | 426    |
| 17   | Helena Jonsson             | 032       | 021       | 022       | 052        | 021        | 004        | 008        | –       | –       | –          | DNF        | 046      | 032      | 009      | 004     | 015     | 018     | 008     | 020   | 018   | 011   | 032  | 031  | 014  | 008             | 012             | 001             | 394    |
| 18   | Natalja Sokolowa           | 060       | 009       | 010       | 035        | 032        | 066        | 010        | 015     | 033     | 043        | 018        | 005      | 003      | 004      | 035     | 041     | 034     | –       | DNS   | 025   | DNF   | 023  | 005  | 013  | 028             | 015             | 010             | 345    |
| 19   | Katrin Apel                | 038       | 026       | 014       | 012        | 007        | 016        | 016        | –       | –       | –          | 025        | 009      | 013      | 019      | –       | –       | –       | –       | 017   | 020   | 014   | 027  | 017  | 011  | 007             | 008             | 011             | 344    |
| 20   | Tatjana Moissejewa         | 046       | 004       | 013       | –          | –          | 030        | 014        | 013     | 014     | 056        | 026        | 002      | 002      | 005      | 048     | 028     | 022     | 011     | –     | 030   | 032   | 041  | DNS  | 015  | 031             | 031             | 025             | 310    |
| 21   | Olga Anissimowa            | 034       | 036       | 042       | 044        | 022        | 013        | 022        | 012     | 012     | 009        | 009        | 007      | 010      | 013      | –       | –       | 043     | –       | 023   | 022   | 022   | 014  | 012  | 022  | 036             | 034             | 016             | 306    |
| 22   | Darja Domratschawa         | DNS       | 016       | 021       | 005        | 009        | DNS        | 026        | 030     | DNS     | 013        | –          | –        | –        | –        | 013     | 022     | –       | DNF     | –     | 009   | 019   | 009  | 007  | –    | 021             | 006             | 023             | 297    |
| 23   | Simone Denkinger           | –         | –         | –         | –          | –          | 035        | 039        | 011     | 007     | 050        | –          | 020      | 011      | 022      | –       | –       | –       | –       | 016   | 008   | 015   | 017  | 024  | 005  | 012             | 007             | 012             | 295    |
| 24   | Dong Xue                   | 035       | 012       | 011       | 007        | 011        | 018        | 011        | 006     | 015     | 012        | 011        | –        | –        | –        | –       | –       | 054     | –       | 018   | 048   | 033   | 030  | 014  | 027  | –               | –               | –               | 271    |
| 25   | Liu Xianying               | 010       | 041       | 023       | 010        | 010        | 031        | 006        | 031     | 024     | 034        | 013        | –        | –        | –        | 050     | DNS     | 027     | –       | 005   | 032   | 031   | 021  | 022  | 008  | –               | –               | –               | 237    |
| 26   | Zina Kocher                | 003       | 030       | 044       | 006        | 014        | 050        | 034        | 065     | –       | 008        | 016        | 013      | 017      | 010      | 033     | 018     | 029     | –       | 038   | 062   | –     | 025  | 036  | 020  | 049             | DNS             | 030             | 234    |
| 27   | Kaisa Mäkäräinen           | 011       | 046       | 038       | –          | –          | –          | –          | 024     | 025     | 011        | 024        | 030      | 033      | 007      | 029     | 025     | 008     | 007     | 011   | 035   | 047   | 010  | 027  | 029  | 044             | DNS             | 028             | 230    |
| 28   | Wolha Kudraschowa          | –         | –         | –         | –          | –          | 025        | 018        | 022     | DNF     | 018        | –          | 014      | 008      | 020      | 020     | 012     | 011     | DNF     | 031   | DNS   | –     | 046  | DNS  | 025  | 009             | 024             | 018             | 211    |
| 29   | Sylvie Becaert             | 016       | 043       | 036       | 060        | 043        | 049        | 037        | 018     | 006     | 025        | 010        | 021      | 015      | 025      | 026     | 031     | 049     | –       | 028   | 041   | 027   | 036  | 037  | 016  | 025             | 032             | 014             | 177    |
| 30   | Michela Ponza              | 012       | 025       | 020       | 032        | 030        | 010        | 060        | –       | –       | 032        | 022        | 032      | 027      | 017      | 006     | 008     | 024     | 021     | –     | –     | –     | –    | –    | –    | –               | –               | –               | 174    |
| 31   | Anna Bulygina              | 009       | 022       | 055       | –          | –          | 044        | 012        | 027     | 017     | 048        | 028        | 065      | –        | –        | 019     | 029     | –       | –       | 042   | 053   | DNF   | 034  | 025  | –    | 015             | 017             | 004             | 170    |
| 32   | Natalja Gussewa            | 062       | 051       | 026       | 039        | 029        | 022        | 041        | 020     | 029     | 053        | –          | –        | –        | –        | 003     | 004     | –       | 004     | –     | –     | –     | –    | –    | –    | 041             | 028             | 022             | 164    |
| 33   | Irina Malgina              | 001       | 062       | –         | 046        | 041        | 019        | 023        | 042     | 028     | 004        | 006        | 047      | 048      | 021      | 039     | 043     | –       | –       | –     | –     | –     | –    | –    | –    | 040             | 043             | 027             | 161    |
| 34   | Eveli Saue                 | 065       | 059       | 039       | 017        | 020        | 005        | 030        | –       | –       | 023        | 029        | 038      | DNS      | –        | 015     | 023     | 028     | 022     | 008   | 046   | 042   | 045  | 023  | 024  | –               | –               | –               | 154    |
| 35   | Ljudmila Ananka            | 054       | 031       | 041       | 087        | –          | 072        | DNF        | 063     | –       | DNS        | –          | –        | –        | –        | –       | –       | 016     | –       | 024   | 012   | 013   | 008  | 006  | 018  | 050             | DNS             | 021             | 151    |
| 36   | Delphyne Peretto           | 036       | 038       | 033       | 072        | –          | 026        | 028        | 021     | 022     | 019        | –          | 045      | 036      | –        | 028     | 026     | 026     | –       | 025   | 016   | 018   | 040  | 028  | –    | 016             | 022             | 024             | 120    |
| 37   | Yin Qiao                   | DNS       | DNS       | –         | 036        | 031        | 008        | 019        | 023     | 026     | 027        | –          | –        | –        | –        | –       | –       | 014     | 019     | 012   | 065   | –     | 033  | 033  | 030  | –               | –               | –               | 112    |
| 38   | Sabrina Buchholz           | 006       | 013       | 017       | 029        | 035        | 032        | –          | 028     | 040     | 022        | 027        | 049      | 022      | 026      | –       | –       | –       | –       | –     | –     | –     | –    | –    | –    | –               | –               | –               | 100    |
| 39   | Dijana Grudiček            | 071       | 048       | 035       | 020        | 037        | 021        | 069        | –       | –       | 028        | –          | 019      | 021      | 027      | 060     | 052     | 039     | –       | 056   | 043   | 046   | 016  | 032  | –    | 017             | 014             | –               | 097    |
| 40   | Irina Nikultschina         | DNS       | 067       | –         | 014        | 019        | 069        | 033        | 032     | 019     | 042        | –          | 048      | DNS      | –        | 075     | –       | 071     | –       | 040   | 015   | 016   | 022  | 020  | –    | 043             | 039             | –               | 093    |
| 41   | Anna Bogali-Titowez        | –         | –         | –         | 024        | 024        | 012        | 012        | DNS     | –       | 017        | 023        | 044      | DNS      | –        | –       | –       | 051     | –       | –     | –     | –     | –    | –    | –    | –               | –               | –               | 080    |
| 42   | Wang Chunli                | 018       | 020       | 054       | 023        | 027        | 051        | 065        | –       | –       | –          | –          | –        | –        | –        | –       | –       | –       | –       | 027   | 013   | 024   | 018  | 046  | –    | –               | –               | –               | 080    |
| 43   | Ann Kristin Flatland       | 048       | 042       | 037       | 034        | 018        | 041        | –          | 038     | 035     | 049        | –          | –        | –        | –        | 005     | 024     | 048     | 018     | 049   | 052   | DNS   | 039  | 035  | –    | –               | –               | –               | 070    |
| 44   | Liv-Kjersti Eikeland       | 002       | 047       | 046       | 074        | –          | 063        | 031        | 050     | 038     | 040        | –          | 033      | 046      | 015      | –       | –       | 030     | –       | –     | –     | –     | 049  | 050  | –    | 033             | 027             | –               | 067    |
| 45   | Krystyna Pałka             | 051       | 033       | 015       | 026        | 025        | 060        | 048        | –       | –       | 033        | –          | 050      | 035      | 023      | 034     | 021     | 025     | 017     | 034   | 037   | 039   | 037  | 044  | –    | 046             | 041             | –               | 065    |
| 46   | Wita Semerenko             | 024       | 049       | 047       | 059        | DNS        | 046        | 082        | –       | –       | –          | –          | –        | –        | –        | 012     | 020     | 020     | 020     | DNS   | 064   | –     | 052  | 049  | –    | 039             | 033             | –               | 062    |
| 47   | Walentyna Semerenko        | 052       | 035       | 053       | 028        | 038        | 007        | 016        | 029     | 023     | 039        | –          | –        | –        | –        | –       | –       | 036     | –       | –     | –     | –     | –    | –    | –    | –               | –               | –               | 060    |
| 48   | Olena Petrowa              | –         | –         | –         | –          | –          | –          | –          | –       | –       | 024        | –          | 061      | –        | DNS      | 017     | 014     | –       | 013     | –     | –     | –     | –    | –    | –    | –               | –               | –               | 059    |
| 49   | Martina Halinárová         | –         | –         | –         | 062        | –          | 055        | 032        | –       | –       | 014        | –          | 023      | 024      | –        | 046     | 027     | 017     | 024     | –     | –     | –     | 055  | DNF  | –    | 048             | 040             | –               | 058    |
| 50   | Gunn Margit Andreassen     | 022       | 017       | 016       | –          | –          | 023        | 034        | 033     | 027     | 035        | –          | –        | –        | –        | 056     | 042     | –       | –       | 054   | 033   | 023   | 054  | 041  | –    | –               | –               | –               | 058    |
| 51   | Andreja Mali               | 055       | 055       | 050       | 033        | 033        | 027        | 055        | 058     | DNS     | 052        | –          | 037      | 030      | –        | 024     | 016     | 035     | 028     | 039   | 060   | 048   | 024  | 030  | –    | 023             | 019             | –               | 058    |
| 52   | Éva Tófalvi                | –         | –         | –         | 025        | 028        | 056        | 042        | 064     | –       | 066        | –          | 024      | 019      | –        | 032     | 039     | 074     | –       | 037   | 042   | 036   | 015  | 018  | –    | –               | –               | –               | 057    |
| 53   | Pawlina Filipowa           | 030       | 027       | 040       | 021        | 013        | 038        | 025        | DNS     | –       | DNS        | –          | –        | –        | –        | 064     | –       | 041     | –       | 045   | 023   | 025   | –    | –    | –    | –               | –               | –               | 055    |
| 54   | Katja Haller               | –         | –         | –         | 091        | –          | 048        | 064        | 040     | 031     | 058        | –          | 034      | 020      | –        | 038     | 040     | 012     | 026     | 050   | 057   | 050   | 081  | –    | –    | 038             | 023             | –               | 046    |
| 55   | Swetlana Slepzowa          | –         | –         | –         | –          | –          | –          | –          | –       | –       | –          | –          | 035      | 043      | –        | –       | –       | –       | –       | –     | 033   | 020   | 029  | 019  | –    | 026             | 016             | –               | 045    |
| 56   | Madara Līduma              | 067       | 044       | 051       | 047        | 040        | 020        | 038        | 060     | 044     | 041        | –          | 063      | –        | –        | 027     | 048     | 015     | 027     | 033   | 049   | DNS   | 026  | 048  | –    | 037             | 044             | –               | 040    |
| 57   | Jori Mørkve                | 026       | 037       | 034       | 051        | DNF        | 033        | 036        | 037     | 037     | 055        | –          | 052      | 029      | –        | –       | –       | –       | –       | 029   | 021   | 026   | 042  | 047  | –    | 018             | 029             | –               | 039    |
| 58   | Nathalie Santer-Bjørndalen | 045       | 014       | 048       | 076        | –          | 094        | 068        | 077     | –       | 063        | –          | 025      | 028      | –        | 057     | 050     | 081     | –       | –     | –     | –     | 074  | –    | –    | 035             | 042             | –               | 027    |
| 59   | Diana Rasimovičiūtė        | –         | –         | –         | 067        | –          | 078        | 040        | –       | –       | 051        | –          | 011      | 034      | –        | 031     | 032     | 059     | –       | –     | 055   | DNF   | 070  | –    | –    | 042             | DNF             | –               | 024    |
| 60   | Zdeňka Vejnarová           | 027       | 018       | 024       | 045        | 042        | 042        | 052        | –       | –       | 031        | –          | 042      | 039      | –        | 037     | 034     | 033     | –       | –     | –     | –     | 048  | 042  | –    | –               | –               | –               | 024    |
| 61   | Anastassija Schipulina     | 013       | –         | –         | 031        | 048        | –          | –          | –       | –       | –          | –          | –        | –        | –        | –       | –       | –       | –       | –     | –     | –     | –    | –    | –    | –               | –               | –               | 020    |
| 62   | Pauline Macabies           | –         | –         | –         | 065        | –          | 014        | 077        | 034     | 047     | –          | –          | –        | –        | –        | 044     | 037     | –       | –       | 032   | 039   | 037   | 071  | –    | –    | –               | –               | –               | 018    |
| 63   | Jenny Adler                | –         | –         | –         | –          | –          | –          | –          | –       | –       | –          | –          | –        | –        | –        | –       | –       | –       | –       | –     | –     | –     | 069  | –    | –    | 014             | 036             | –               | 018    |
| 64   | Magda Rezlerová            | 040       | 034       | 027       | 030        | 039        | 054        | 051        | –       | –       | 037        | –          | 018      | 047      | –        | 058     | DNS     | 046     | –       | –     | –     | –     | 043  | 034  | –    | –               | –               | –               | 018    |
| 65   | Lanny Barnes               | 015       | 058       | DNF       | 068        | –          | 065        | 072        | 066     | –       | 067        | –          | 043      | DNS      | –        | 040     | 049     | 053     | –       | 059   | 054   | 052   | 077  | –    | –    | –               | –               | –               | 016    |
| 66   | Sofia Domeij               | 047       | 060       | 058       | 041        | 047        | 070        | 066        | 039     | 050     | 047        | –          | 029      | 040      | –        | 022     | 033     | DNS     | –       | 055   | 026   | DNF   | 072  | –    | –    | 052             | DNF             | –               | 016    |
| 67   | Christelle Gros            | 029       | 045       | 025       | 048        | 046        | 034        | 078        | 070     | –       | 054        | –          | 041      | 023      | –        | –       | –       | –       | –       | –     | –     | –     | –    | –    | –    | –               | –               | –               | 016    |
| 68   | Anna Maria Nilsson         | 042       | –         | –         | –          | –          | 057        | –          | 067     | –       | 026        | –          | –        | –        | –        | –       | –       | 021     | –       | 053   | 038   | 038   | DNS  | –    | –    | 053             | DNF             | –               | 015    |
| 69   | Anna Sorokina              | –         | 040       | 018       | 078        | –          | –          | –          | –       | –       | –          | –          | –        | –        | –        | –       | –       | –       | –       | –     | –     | –     | 056  | 043  | –    | 032             | 035             | –               | 013    |
| 70   | Irina Moschewitina         | 081       | 081       | –         | 043        | 050        | –          | 046        | 083     | –       | –          | –          | –        | –        | –        | –       | –       | 019     | –       | –     | –     | –     | –    | –    | –    | –               | –               | –               | 012    |
| 71   | Dana Plotogea              | –         | –         | –         | 057        | DNF        | 053        | 067        | 035     | 034     | 069        | –          | 059      | 042      | –        | 025     | 045     | 057     | –       | 066   | 026   | 030   | 062  | –    | –    | –               | –               | –               | 012    |
| 72   | Julie Carraz               | –         | –         | –         | –          | –          | –          | –          | –       | –       | –          | –          | 028      | 037      | –        | –       | –       | –       | –       | 026   | 040   | 028   | 038  | 038  | –    | –               | –               | –               | 011    |
| 73   | Ute Niziak                 | –         | –         | –         | –          | –          | –          | –          | –       | –       | –          | –          | –        | –        | –        | –       | –       | –       | –       | –     | –     | –     | 035  | 040  | –    | 045             | 021             | –               | 010    |
| 74   | Oksana Jakowljewa          | 031       | 032       | 028       | 040        | 034        | 028        | 043        | 048     | DNS     | 038        | –          | –        | –        | –        | –       | –       | 052     | –       | 057   | 063   | –     | DNS  | –    | –    | –               | –               | –               | 006    |
| 75   | Pauline Jacquin            | 037       | 029       | 029       | 086        | –          | 029        | 061        | –       | –       | –          | –          | 053      | 044      | –        | –       | –       | –       | –       | 044   | 045   | 035   | 061  | –    | –    | –               | –               | –               | 006    |
| 76   | Ljudmila Kalintschyk       | 050       | 053       | DNS       | 056        | DNF        | 079        | 057        | 046     | 039     | 060        | –          | 060      | DNS      | –        | 055     | 047     | –       | –       | 047   | 036   | 044   | 031  | 045  | –    | 027             | 030             | –               | 005    |
| 77   | Nina Lemesch               | –         | 071       | –         | –          | –          | –          | –          | –       | –       | 046        | –          | 027      | DNS      | –        | 045     | 035     | –       | –       | –     | –     | –     | –    | –    | –    | –               | –               | –               | 004    |
| 78   | Johanna Holma              | –         | 064       | –         | 050        | DNF        | –          | 059        | 056     | DNF     | 028        | –          | 031      | 038      | –        | 042     | DNF     | –       | –       | –     | –     | –     | –    | –    | –    | –               | –               | –               | 003    |
| 79   | Kari Henneseid Eie         | 028       | 054       | 057       | 042        | 051        | 073        | 087        | –       | –       | –          | –          | –        | –        | –        | –       | –       | –       | –       | –     | 061   | –     | 082  | –    | –    | –               | –               | –               | 003    |
| 80   | Anne Ingstadbjørg          | –         | –         | –         | –          | –          | 039        | 049        | –       | –       | –          | –          | 040      | 041      | –        | –       | –       | –       | –       | –     | –     | –     | 047  | 029  | –    | 030             | 038             | –               | 003    |
| 81   | Katarzyna Ponikwia         | 049       | 052       | 049       | 058        | DNF        | 080        | –          | 075     | –       | 075        | –          | 064      | –        | –        | 030     | 036     | 045     | –       | 065   | 077   | –     | 075  | –    | –    | –               | –               | –               | 001    |
| 82   | Jelena Chrustaljowa        | –         | –         | –         | –          | –          | 061        | 045        | –       | –       | 030        | –          | –        | –        | –        | –       | –       | –       | –       | –     | –     | –     | –    | –    | –    | –               | –               | –               | 001    |

| Legende | Legende | Legende | Legende                                                    |
| ------- | ------- | ------- | ---------------------------------------------------------- |
| 1       | 2       | 3       | Podest-Platzierungen                                       |
| 4–10    | 4–10    | 4–10    | übrige Top-10-Platzierungen                                |
| 11–30   | 11–30   | 11–30   | Rennen innerhalb der Punkteränge beendet                   |
| ab 31   | ab 31   | ab 31   | Rennen außerhalb der Punkteränge beendet                   |
| LAP     | LAP     | LAP     | Lapped / Überrundet und damit ausgeschieden                |
| DNF     | DNF     | DNF     | Did not finish / Rennen begonnen aber nicht beendet        |
| DNS     | DNS     | DNS     | Did not start / Gemeldet, aber nicht zum Rennen angetreten |

#### Ergebnisse Staffel
| Platz | Land                | Hochfilzen                                                                      | Hochfilzen                                                                       | Oberhof                                                                         | Ruhpolding                                                                      | Antholz                                                                     | Punkte |
| ----- | ------------------- | ------------------------------------------------------------------------------- | -------------------------------------------------------------------------------- | ------------------------------------------------------------------------------- | ------------------------------------------------------------------------------- | --------------------------------------------------------------------------- | ------ |
| 01    | Frankreich          | 05 Florence Baverel-Robert Delphyne Peretto Sylvie Becaert Sandrine Bailly      | 0 1 Florence Baverel-Robert Delphyne Peretto Sylvie Becaert Sandrine Bailly      | 0 1 Florence Baverel-Robert Delphyne Peretto Sylvie Becaert Sandrine Bailly     | 03 Florence Baverel-Robert Delphyne Peretto Sylvie Becaert Sandrine Bailly      | 02 Florence Baverel-Robert Delphyne Peretto Sylvie Becaert Sandrine Bailly  | 189    |
| 02    | Deutschland         | 02 Martina Glagow Andrea Henkel Magdalena Neuner Kati Wilhelm                   | 04 Martina Glagow Kati Wilhelm Katrin Apel Andrea Henkel                         | 02 Martina Glagow Andrea Henkel Kathrin Hitzer Kati Wilhelm                     | 02 Kathrin Hitzer Magdalena Neuner Simone Denkinger Kati Wilhelm                | 0 1 Martina Glagow Andrea Henkel Magdalena Neuner Kati Wilhelm              | 188    |
| 03    | Russland            | 0 1 Anna Bogali-Titowez Olga Anissimowa Irina Malgina Natalja Gussewa           | 02 Anna Bogali-Titowez Tatjana Jurjewna Moissejewa Anna Bulygina Natalja Gussewa | 06 Jekaterina Jurjewa Anna Bogali-Titowez Irina Malgina Natalja Gussewa         | 0 1 Anna Bogali-Titowez Olga Anissimowa Irina Malgina Natalja Gussewa           | 07 Anna Bogali-Titowez Jekaterina Jurjewa Olga Anissimowa Natalja Gussewa   | 180    |
| 04    | Norwegen            | 03 Tora Berger Ann Kristin Flatland Jori Mørkve Linda Grubben                   | 08 Gunn Margit Andreassen Liv-Kjersti Eikeland Anne Ingstadbjørg Jori Mørkve     | 04 Tora Berger Ann Kristin Flatland Gunn Margit Andreassen Linda Grubben        | 04 Tora Berger Jori Mørkve Ann Kristin Flatland Gunn Margit Andreassen          | 03 Tora Berger Ann Kristin Flatland Jori Mørkve Linda Grubben               | 166    |
| 05    | Volksrepublik China | 07 Dong Xue Liu Xianying Wang Chunli Kong Yingchao                              | 03 Dong Xue Kong Yingchao Yin Qiao Liu Xianying                                  | 03 Kong Yingchao Dong Xue Yin Qiao Liu Xianying                                 | 05 Kong Yingchao Dong Xue Yin Qiao Liu Xianying                                 | 06 Kong Yingchao Dong Xue Yin Qiao Liu Xianying                             | 157    |
| 06    | Belarus             | 06 Darja Domratschawa Wolha Kudraschowa Ljudmila Ananka Natalja Sokolowa        | 06 Darja Domratschawa Wolha Kudraschowa Ljudmila Ananka Natalja Sokolowa         | 05 Darja Domratschawa Wolha Kudraschowa Ljudmila Ananka Natalja Sokolowa        | 11 Wolha Kudraschowa Ljudmila Ananka Ljudmila Kalintschyk Natalja Sokolowa      | 05 Wolha Kudraschowa Darja Domratschawa Ljudmila Ananka Natalja Sokolowa    | 142    |
| 07    | Ukraine             | 08 Oksana Jakowljewa Walentyna Semerenko Wita Semerenko Oksana Chwostenko       | 12 Oksana Jakowljewa Walentyna Semerenko Wita Semerenko Oksana Chwostenko        | 08 Oksana Jakowljewa Walentyna Semerenko Ljudmyla Pyssarenko Tetjana Rud        | 09 Walentyna Semerenko Olena Petrowa Oksana Jakowljewa Oksana Chwostenko        | 09 Walentyna Semerenko Wita Semerenko Oksana Jakowljewa Oksana Chwostenko   | 116    |
| 08    | Schweden            | 04 Helena Jonsson Anna Carin Olofsson Anna Maria Nilsson Sofia Domeij           | 05 Helena Jonsson Anna Carin Olofsson Anna Maria Nilsson Johanna Holma           | –                                                                               | 06 Johanna Holma Anna Carin Olofsson Helena Jonsson Anna Maria Nilsson          | –                                                                           | 111    |
| 09    | Italien             | 13 Michela Ponza Katja Haller Roberta Fiandino Barbara Ertl                     | 07 Michela Ponza Katja Haller Roberta Fiandino Barbara Ertl                      | –                                                                               | 10 Michela Ponza Katja Haller Roberta Fiandino Barbara Ertl                     | 08 Michela Ponza Katja Haller Roberta Fiandino Karin Oberhofer              | 108    |
| 10    | Polen               | 10 Krystyna Pałka Magdalena Nykiel Magdalena Gwizdoń Katarzyna Ponikwia         | 09 Krystyna Pałka Magdalena Nykiel Magdalena Gwizdoń Katarzyna Ponikwia          | 10 Paulina Bobak Magdalena Gwizdoń Magdalena Nykiel Agnieszka Grzybek           | 12 Paulina Bobak Krystyna Pałka Magdalena Nykiel Katarzyna Ponikwia             | 10 Krystyna Pałka Paulina Bobak Magdalena Gwizdoń Katarzyna Ponikwia        | 106    |
| 11    | Slowakei            | 12 Petra Slezáková Martina Halinárová Jana Gereková Soňa Mihoková               | 13 Martina Halinárová Jana Gereková Ľubomíra Kalinová Soňa Mihoková              | 09 Zuzana Hasillová Jana Gereková Ľubomíra Kalinová Petra Slezáková             | 07 Martina Halinárová Jana Gereková Soňa Mihoková Petra Slezáková               | 15 Martina Halinárová Jana Gereková Soňa Mihoková Ľubomíra Kalinová         | 102    |
| 12    | Slowenien           | 09 Teja Gregorin Andreja Mali Dijana Grudiček Tadeja Brankovič                  | –                                                                                | 07 Teja Gregorin Andreja Mali Dijana Grudiček Tadeja Brankovič                  | DNF Teja Gregorin Tadeja Brankovič Andreja Mali Dijana Grudiček                 | 04 Teja Gregorin Dijana Grudiček Andreja Mali Tadeja Brankovič              | 100    |
| 13    | Rumänien            | 15 Dana Plotogea Mihaela Purdea Alexandra Stoian Éva Tófalvi                    | 14 Dana Plotogea Éva Tófalvi Mihaela Purdea Alexandra Stoian                     | 13 Dana Plotogea Éva Tófalvi Mihaela Purdea Réka Ferencz                        | 15 Dana Plotogea Éva Tófalvi Mihaela Purdea Réka Ferencz                        | 11 Dana Plotogea Éva Tófalvi Mihaela Purdea Alexandra Stoian                | 078    |
| 14    | Kasachstan          | 14 Jelena Chrustaljowa Wiktorija Afanasjewa Olga Dudtschenko Irina Moschewitina | 16 Jelena Chrustaljowa Irina Moschewitina Olga Dudtschenko Wiktorija Afanasjewa  | 14 Jelena Chrustaljowa Irina Moschewitina Olga Dudtschenko Wiktorija Afanasjewa | 13 Jelena Chrustaljowa Wiktorija Afanasjewa Olga Dudtschenko Irina Moschewitina | –                                                                           | 071    |
| 15    | Bulgarien           | 11 Pawlina Filipowa Nina Klenowska Irina Nikultschina Radka Popowa              | 11 Nina Klenowska Irina Nikultschina Radka Popowa Pawlina Filipowa               | –                                                                               | –                                                                               | 16 Nina Klenowska Irina Nikultschina Radka Popowa Pawlina Filipowa          | 063    |
| 16    | Vereinigte Staaten  | 16 Lanny Barnes Tracy Barnes Denise Teela Sarah Konrad                          | 15 Lanny Barnes Tracy Barnes Denise Teela Jill Krause                            | 15 Lanny Barnes Tracy Barnes Jill Krause Erin Graham                            | 16 Lanny Barnes Denise Teela Tracy Barnes Erin Graham                           | DNS Lanny Barnes Denise Teela Carolyn Treacy Bramante Erin Graham           | 062    |
| 17    | Kanada              | –                                                                               | –                                                                                | 11 Zina Kocher Sandra Keith Sonya Erasmus Marie-Pierre Parent                   | 14 Zina Kocher Sandra Keith Sonya Erasmus Marie-Pierre Parent                   | 14 Zina Kocher Sandra Keith Sonya Erasmus Marie-Pierre Parent               | 060    |
| 18    | Tschechien          | –                                                                               | 10 Zdeňka Vejnarová Magda Rezlerová Veronika Vítková Lenka Munclingerová         | –                                                                               | 08 Zdeňka Vejnarová Magda Rezlerová Veronika Vítková Lenka Munclingerová        | –                                                                           | 056    |
| 19    | Japan               | –                                                                               | –                                                                                | 12 Megumi Izumi Tamami Tanaka Megumi Matsuura Ikuyo Tsukidate                   | 17 Megumi Matsuura Tamami Tanaka Megumi Izumi Ikuyo Tsukidate                   | –                                                                           | 036    |
| 20    | Südkorea            | –                                                                               | –                                                                                | 16 Chu Kyoung-Mi Kim Seon-su Mun Ji-hee Kim Mi-Seon                             | 18 Jo In-Hee Chu Kyoung-Mi Kim Seon-su Mun Ji-hee                               | –                                                                           | 028    |
| 21    | Finnland            | –                                                                               | –                                                                                | –                                                                               | –                                                                               | 12 Pirjo Urpilainen Kaisa Mäkäräinen Susanna Porela-Tiihonen Mari Laukkanen | 022    |
| 22    | Estland             | –                                                                               | –                                                                                | –                                                                               | –                                                                               | 13 Sirli Hanni Eveli Saue Tagne Tähe Triin Peips                            | 020    |

| Legende | Legende | Legende | Legende                                  |
| ------- | ------- | ------- | ---------------------------------------- |
| 1       | 2       | 3       | Podest-Platzierungen                     |
| 4–10    | 4–10    | 4–10    | übrige Top-10-Platzierungen              |
| 11–30   | 11–30   | 11–30   | Rennen innerhalb der Punkteränge beendet |
| DSQ     | DSQ     | DSQ     | Disqualifikation                         |
| DNS     | DNS     | DNS     | Did not start                            |
| DNF     | DNF     | DNF     | Did not finish                           |